# St John's College
St John's College is een van de 31 constituerende colleges van de Universiteit van Cambridge in Engeland. Het werd in 1511 opgericht door Lady Margaret Beaufort met hulp van John Fisher. De volledige naam is College of St John the Evangelist in the University of Cambridge. Het college heeft de op een na grootste undergraduate studentenpopulatie van Cambridge en is het op een na rijkste college van Oxbridge. St John's is een groot college (het heeft het meest aantal binnenplaatsen (courts) van alle Oxford en Cambridge colleges) en ligt aan de rivier de Cam in het centrum van Cambridge. De beroemde Brug der Zuchten is onderdeel van het college.
Het college is een van de 'Big Three' colleges, samen met King's en Trinity (waarmee het een bekende rivaliteit heeft). Deze colleges krijgen jaarlijks doorgaans de meeste aanmeldingen en zijn het populairst onder toeristen. Ook is St John's jaarlijkse 'May Ball' populair, ooit uitgeroepen tot het op zes na beste feest ter wereld door Time Magazine. Het koor van het college, The Choir of St. John's College Cambridge, is tot in het buitenland beroemd en samen met King's het bekendste koor uit Cambridge en Oxford. De roeivereniging, de Lady Margaret Boat Club, is de oudste van Cambridge en de bekende Boat Race tussen Oxford en Cambridge is begonnen door een student van St John's.
St John's kent een indrukwekkende lijst van alumni en oud-docenten. Tot de personen verbonden aan het college zijn winnaars van dertien Nobelprijzen (waaronder Max Born, Paul Dirac, Roger Penrose, Frederick Sanger en Maurice Wilkins), vier premiers van het Verenigd Koninkrijk (waaronder Lord Palmerston), William, prins van Wales, filosofen John Dee en Thomas Hobbes, schrijvers Douglas Adams, Ben Jonson en William Wordsworth, leiders van de anti-slavernijbeweging Thomas Clarkson en William Wilberforce, Indiaas premier Manmohan Singh, acteurs Emma Corrin en Derek Jacobi, astronomen John Herschel en Fred Hoyle, grondlegger van de elektrotechniek William Gilbert en econoom Alfred Marshall.
St John's is een 'zustercollege' van Balliol College (Oxford) en Trinity College Dublin.

## Geschiedenis

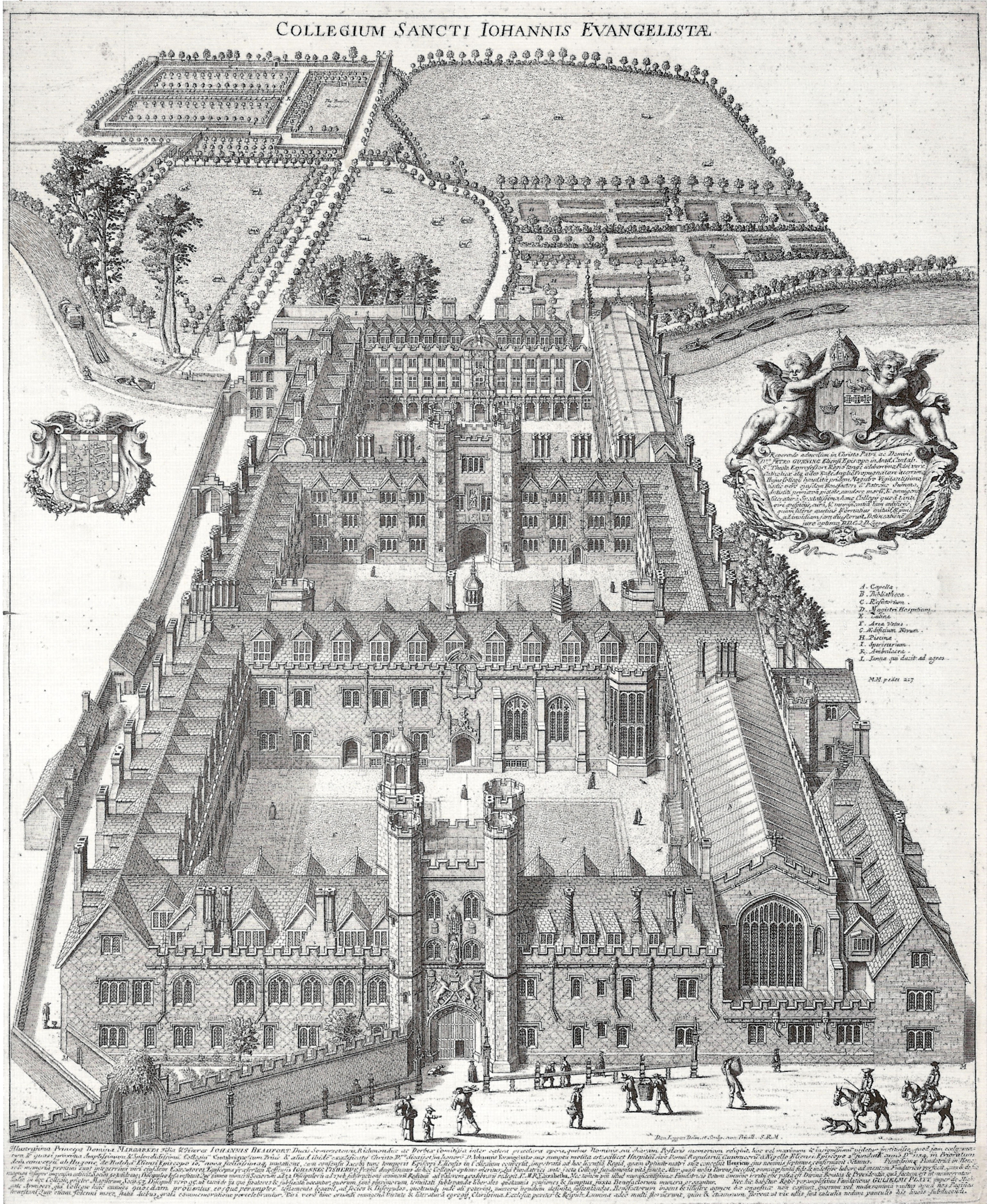
St John's College in 1690

Op de plek van het college stond oorspronkelijk het ziekenhuis van Sint-Johannes, vermoedelijk gesticht rond 1200. Hier werden de eerste studenten van de Universiteit van Cambridge gehuisvestigd, voordat ze Peterhouse (het oudste college) stichtten. Rond 1470 verschafte Thomas Rotherham, kanselier van de universiteit, lidmaatschap van de universiteit aan het dit ziekenhuis. St John's House, zoals het toen bekend stond, kreeg dus de status van een college.
Begin 16e eeuw was het ziekenhuis vervallen en had het een gebrek aan fondsen. Lady Margaret Beaufort, die een paar jaar ervoor Christ's College had gesticht, zocht naar een nieuwe locatie voor een college en koos de locatie van het ziekenhuis op aanbeveling van John Fisher, haar kapelaan en de bisschop van Rochester. Lady Margaret stierf echter zonder de stichting van St John's College in haar testament te vermelden, en het was grotendeels het werk van Fisher dat ervoor zorgde dat het college uiteindelijk werd gesticht. Hij moest goedkeuring verkrijgen van Koning Hendrik VIII van Engeland, Paus Julius II (via diplomaat Polydorus Vergilius), en de bisschop van Ely om het religieuze ziekenhuis (dat toen slechts uit een Master en drie Augustijnse broeders bestond) op te heffen. 
Het college ontving zijn handvest op 9 april 1511. Er ontstonden moeilijkheden met het verkrijgen van geld uit het nalatenschap van Lady Margaret voor de oprichting, en pas op 22 oktober 1512 werd een codicil verkregen in de rechtbank van de Aartsbisschop van Canterbury. In november 1512 werd het toegestaan dat de executeurs van Lady Margaret geld uit haar nalatenschap gebruikten voor de oprichting van het college. De meeste oude ziekenhuisgebouwen waren in vervallen staat, maar ze repareerden de kapel en voegden deze toe aan het nieuwe college. Er werd een keuken en een hal toegevoegd, en een poorttoren voor de schatkamer van het college. De deuren moesten elke dag bij schemering gesloten worden, waardoor de kloostergemeenschap afgesloten werd van de buitenwereld.
In de volgende vijfhonderd jaar breidde het college zich uit naar het westen richting de rivier de Cam en heeft nu twaalf binnenplaatsen (courts), de meeste van alle colleges in Oxford of Cambridge. De eerste drie binnenplaatsen zijn in enfilade gerangschikt.
Het college heeft speciale relaties met de privéschool Shrewsbury School sinds 1578, toen de rector Thomas Ashton hielp bij het opstellen van verordeningen om de school te besturen.
St John's College liet voor het eerst vrouwen toe als medewerkers in oktober 1981. De eerste vrouwelijke bachelorstudenten arriveerden een jaar later.

## Bouwwerken

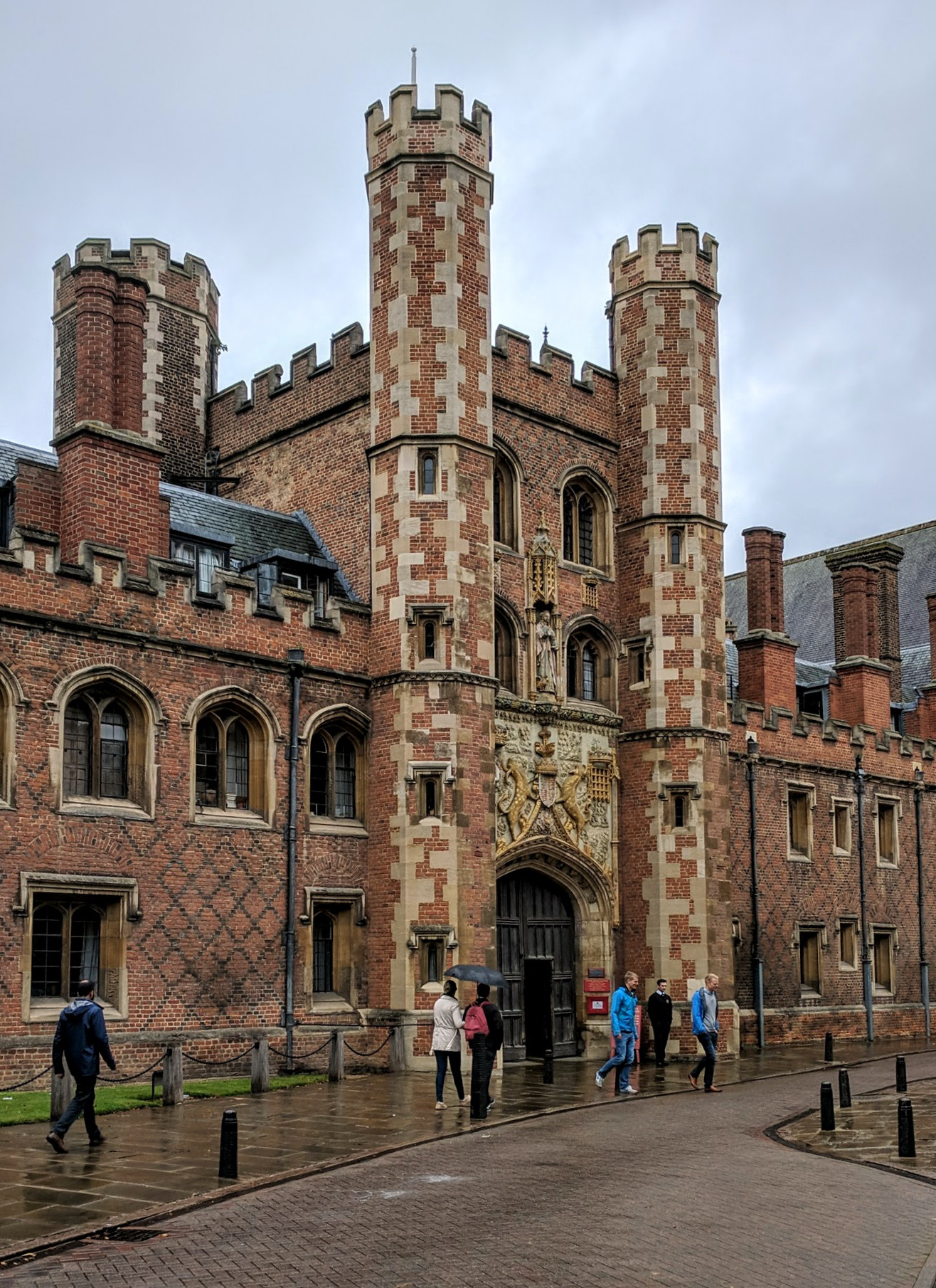
Hoofdingang

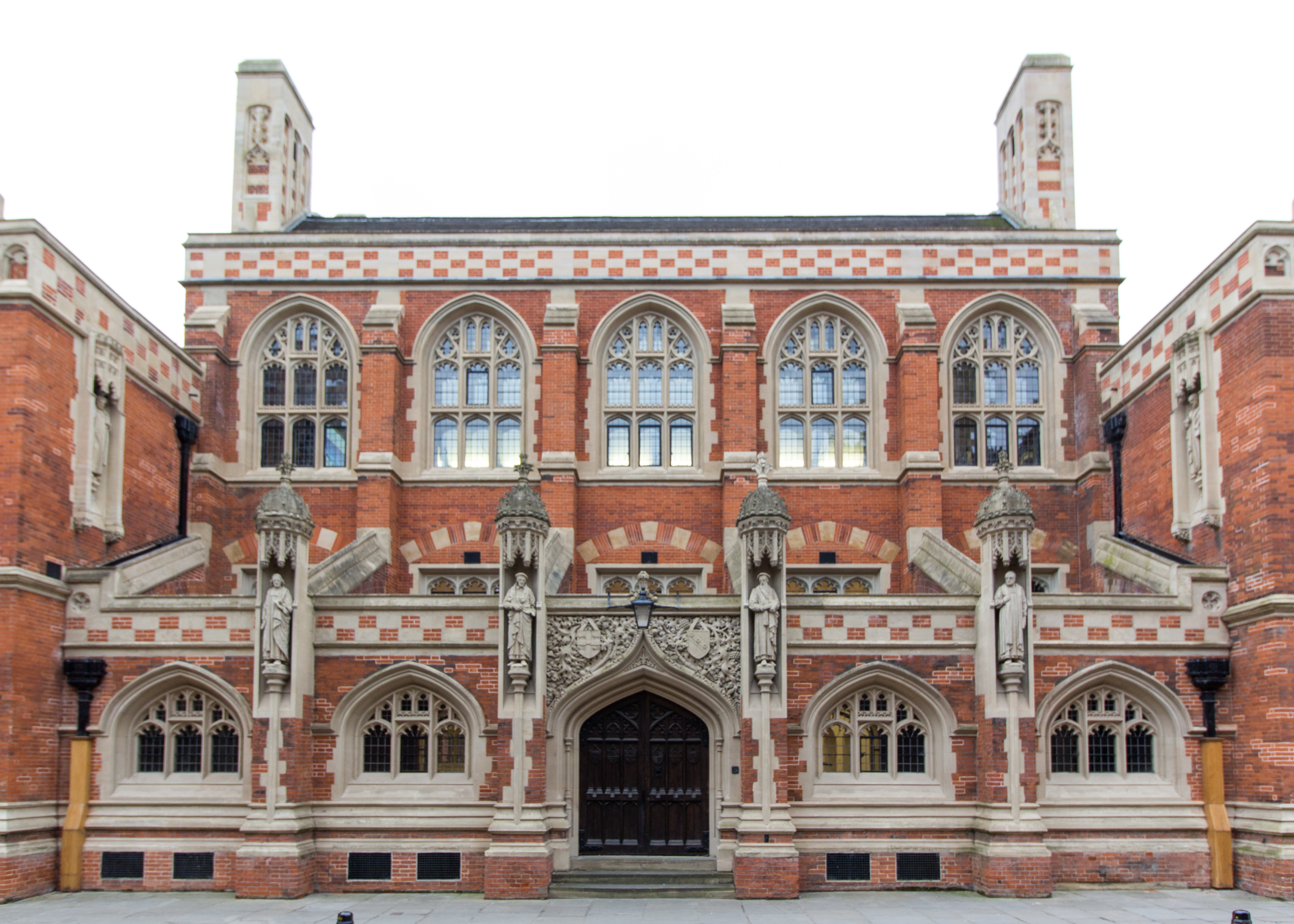
Old Divinity School

De hoofdingang van het college en is gekanteelde poorttoren die versierd is met het wapen van de stichtster Lady Margaret Beaufort. Boven deze wapens worden haar insignes weergegeven, de rode roos van Lancaster en een valhek. De wapens van het college worden geflankeerd door heraldische beesten die yales worden genoemd. Boven hen bevindt zich het figuur van Sint Johannes de Evangelist, met een adelaar aan zijn voeten en een symbolische, vergiftigde miskelk in zijn handen. 
De poorttoren bevindt zich tegenover All Saints' Yard, waar onder andere de Old Divinity School staat, een gebouw uit 1879 dat ook onderdeel maakt van het college (sinds 2000). Het wordt onder andere gebruikt als conferentiezaal. Achter de Old Divinity School ligt Corfield Court, met studentenaccommodatie.

### First Court

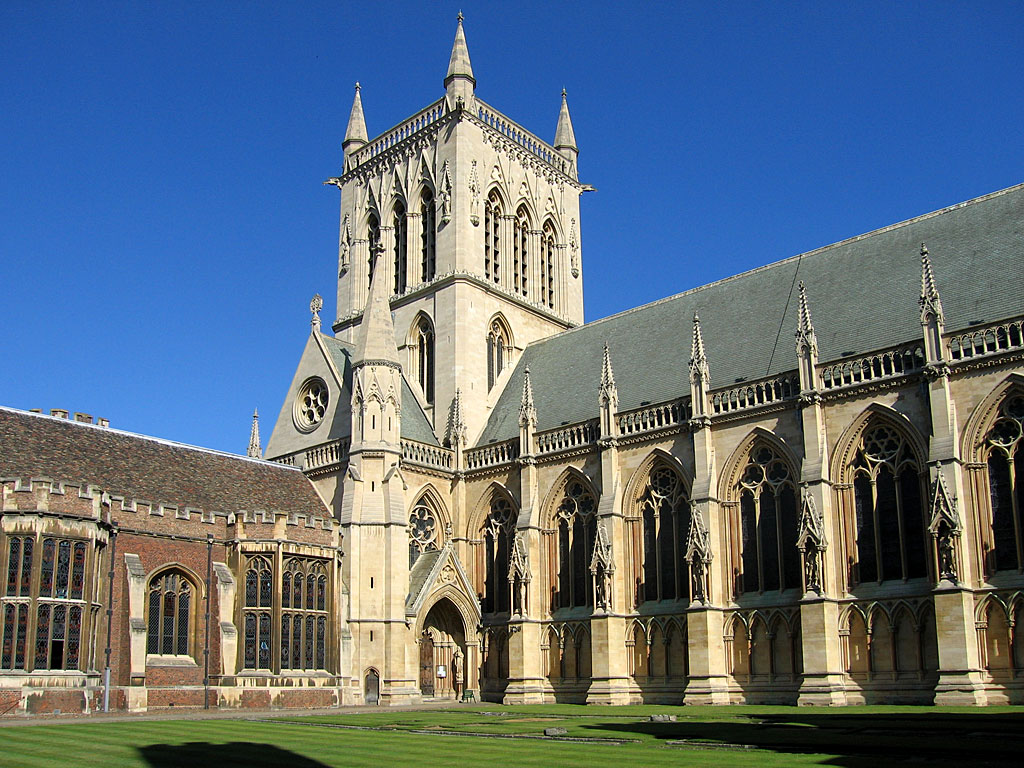
Kapel gezien vanuit First Court

De eerste binnenplaats wordt First Court genoemd en is architectonisch zeer gevarieerd en werd gebouwd tussen 1511 en 1520. Het zuidelijke deel werd tussen 1772 en 1776 herbouwd door de lokale architect James Essex, als onderdeel van een mislukte poging om het hele hof in dezelfde stijl te moderniseren. Her noordelijke deel is aangepast rond 1860, waarbij de originele middeleeuwse kapel werd gesloopt en er een nieuwe kapel in de plaats kwam (delen van de oude kapel zijn daarbij bewaard gebleven). Delen van de First Court werden in 1643 gebruikt als gevangenis tijdens de Engelse Burgeroorlog. In april 2011 bezocht Koningin Elizabeth II St John's College voor het 500-jarig bestaan van het college en opende een nieuw pad in First Court langs de fundamenten van het oude St John's ziekenhuis.
In de jaren 30 van de twintigste eeuw zijn er twee nieuwe binnenplaatsen ten noorden van First Court gebouwd vanwege het groeiend aantal studenten, namelijk North Court and Fore Court.

### Second Court
Second Court, gebouwd van 1598 tot 1602, wordt beschreven als 'de mooiste 16e-eeuwse binnenplaats van Engeland'. De oorspronkelijke ontwerptekeningen van de architecten Ralph Symons en Gilbert Wigge worden bewaard in de bibliotheek van het college en zijn de oudste overlevende bouwtekeningen voor een gebouw van een Oxford of Cambridge college. De poorttoren, gebouwd als spiegelbeeld van de grote toegangsoort van het college, bevat een standbeeld en het wapen van de weldoenster Mary Talbot, gravin van Shrewsbury, toegevoegd in 1671. De toen diende van 1765 tot 1859 als een observatorium. Als opvallend kenmerk heeft deze binnenplaats erkers. 
Achter de noordelijke erker bevindt zich een kamer (de Long Gallery), waar het verdrag tussen Engeland en Frankrijk werd getekend dat het huwelijk van tussen Karel I van Engeland en Henriëtta Maria van Frankrijk vaststelde. Ook werden hier gedeeltelijk de D-day landingen gepland tijdens de Tweede Wereldoorlog.

### Third Court

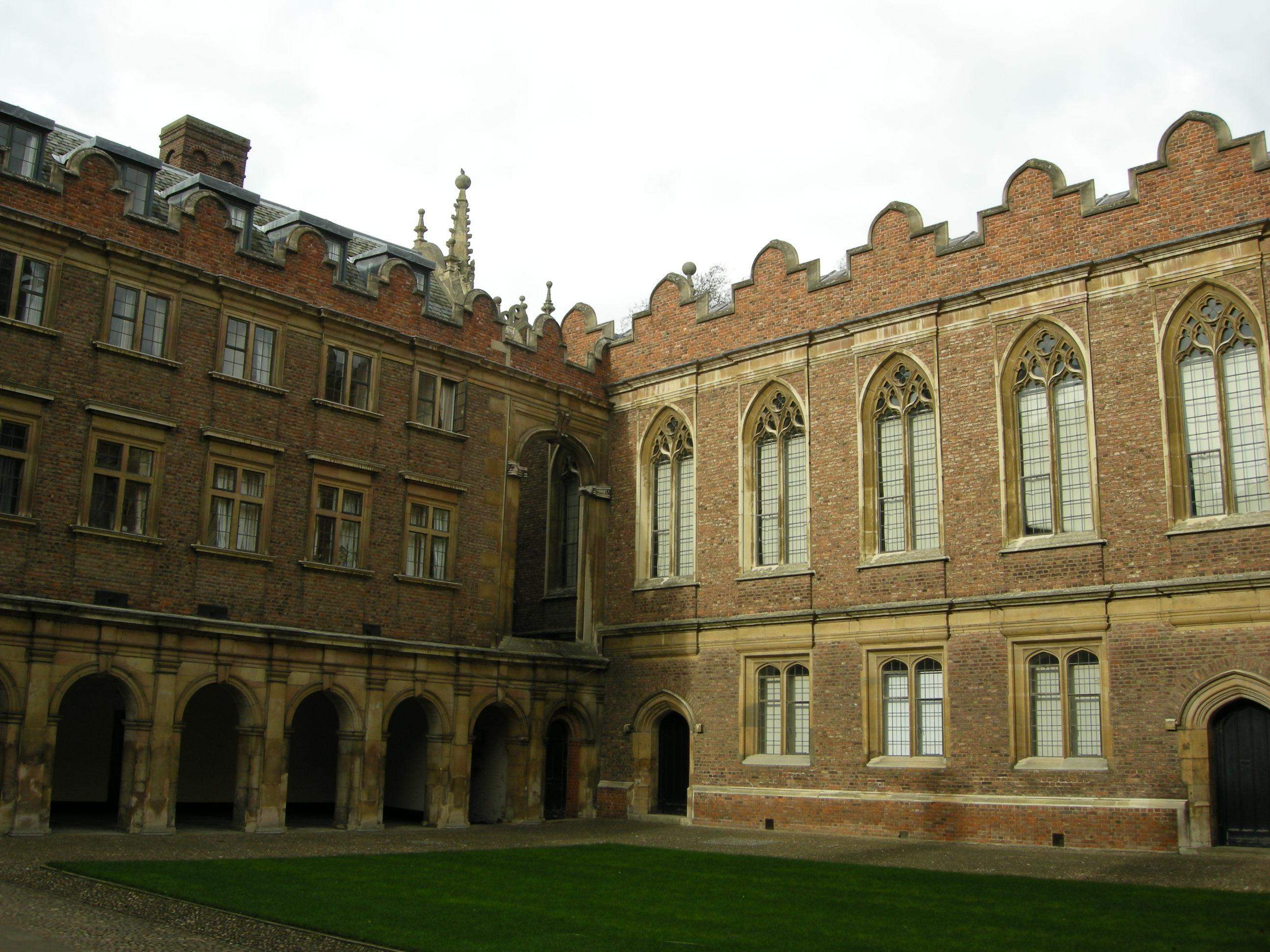
Third Court

Third Court afgemaakt tussen 1669 en 1672, nadat het college was hersteld van de beschadigingen van de Engelse Burgeroorlog. De gebouwen hebben voorgevels in de Nederlandse stijl en kijken uit rivier de Cam. Er is ook een 'raam met niets erachter' (de window-with-nothing-behind-it) dat ontworpen was om de raamrijke bibliotheek met de rest van het hof te verbinden. 
De Master's Lodge, waar de rector van het college verblijft, ligt in een grasveld ten noorden van Third Court. Het werd gebouwd in dezelfde periode als de nieuwe kapel eind negentiende eeuw. Het heeft een grote tuin, en in de winter bieden de meest westelijke kamers goed uitzicht op de oude bibliotheek van het college, de rivier de Cam en de Brug der Zuchten. De architect was Sir George Gilbert Scott, die ook de nieuwe kapel ontwierp.

### Brug der Zuchten

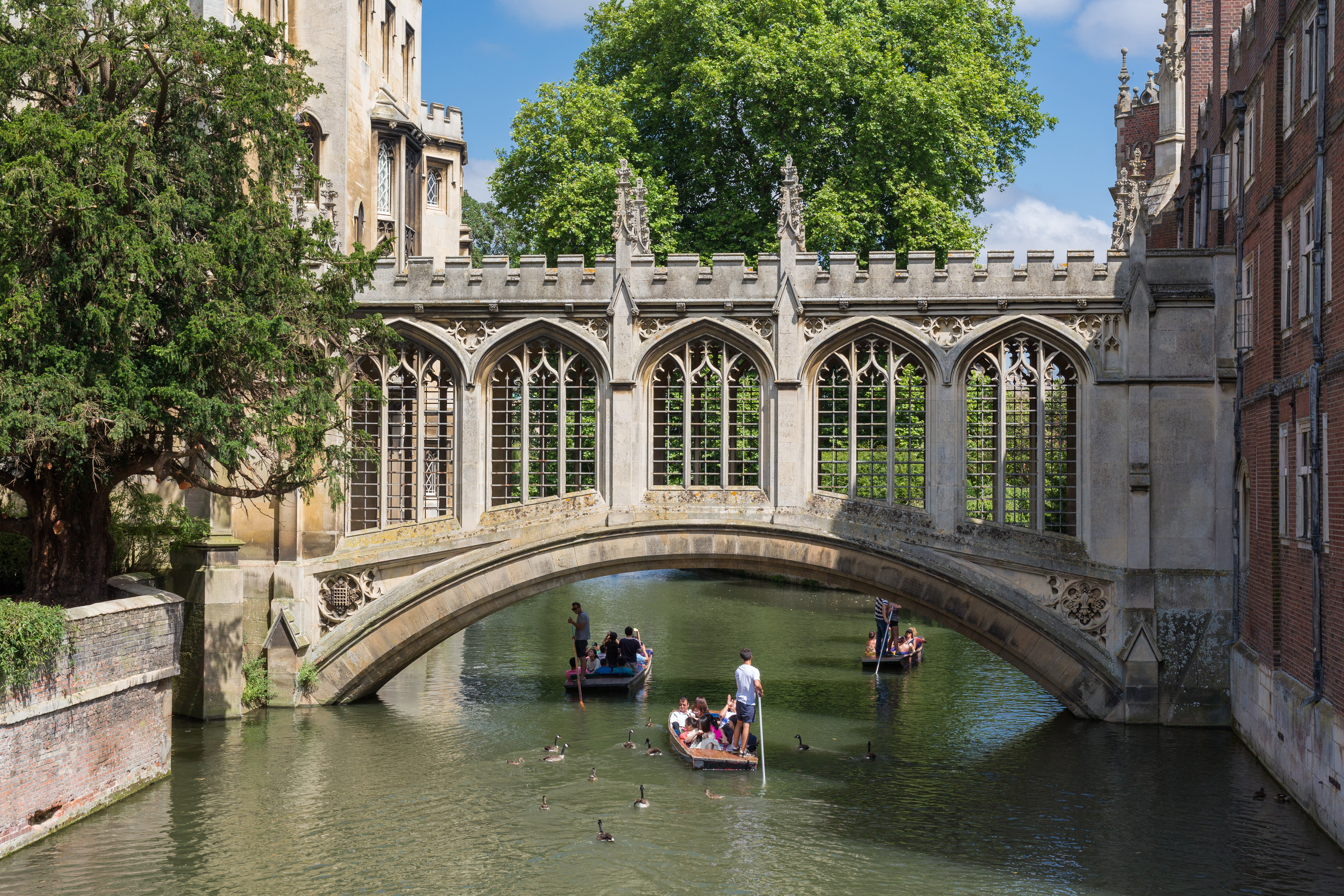
Brug der Zuchten

Third Court wordt verbonden met het westelijke deel van het college (over de rivier) door twee bruggen. De Wren Bridge (verbonden met Third Court door het kleine Kitchen Court) verving een houten brug werd ontworpen door Christopher Wren en gebouwd door Robert Grumbold in 1713, die ook de bibliotheek van Trinity College bouwde (de Wrenbibliotheek). De tweede brug verbindt Third Court direct met New Court, en is overdekt. Deze Brug der Zuchten (Bridge of Sighs) is overdekt en is vernoemd naar de Brug der Zuchten in Venetië (oorspronkelijk noemde het men de Nieuwe Brug). Het is een enkelvoudige stenen brug met een zeer decoratieve neogotische overdekte voetgangerspad eroverheen. Aan het oostelijke uiteinde van de brug bevindt zich een arcade met drie bogen. De brug werd tussen 1827 en 1831 gebouwd met Henry Hutchinson als architect.
Tweemaal hebben studenten als grap een auto onder de brug gehangen. Bij het eerste incident, in juni 1963, werd een Austin Seven uit 1928 over de rivier gevaren met behulp van vier aan elkaar vastgebonden punters, waarna hij onder de brug werd gehesen met touwen. Bij het tweede incident, in 1968, werd een driewielige Reliant Regal onder de brug gehangen. In geen van beide gevallen werd de brug beschadigd. 
Het is een van de meest gefotografeerde bouwwerken in Cambridge en werd door koningin Victoria beschreven als "zo mooi en pittoresk". Het was tevens het favoriete bouwwerk in Cambridge van Lee Kuan Yew, premier van Singapore. De brug kan men terugzien in de films Elizabeth: The Golden Age (2007) en The Theory of Everything (2014), en ook in de videoclip van Pink Floyds "High Hopes" (1994). De brug is niet toegankelijk voor bezoekers.

### New Court

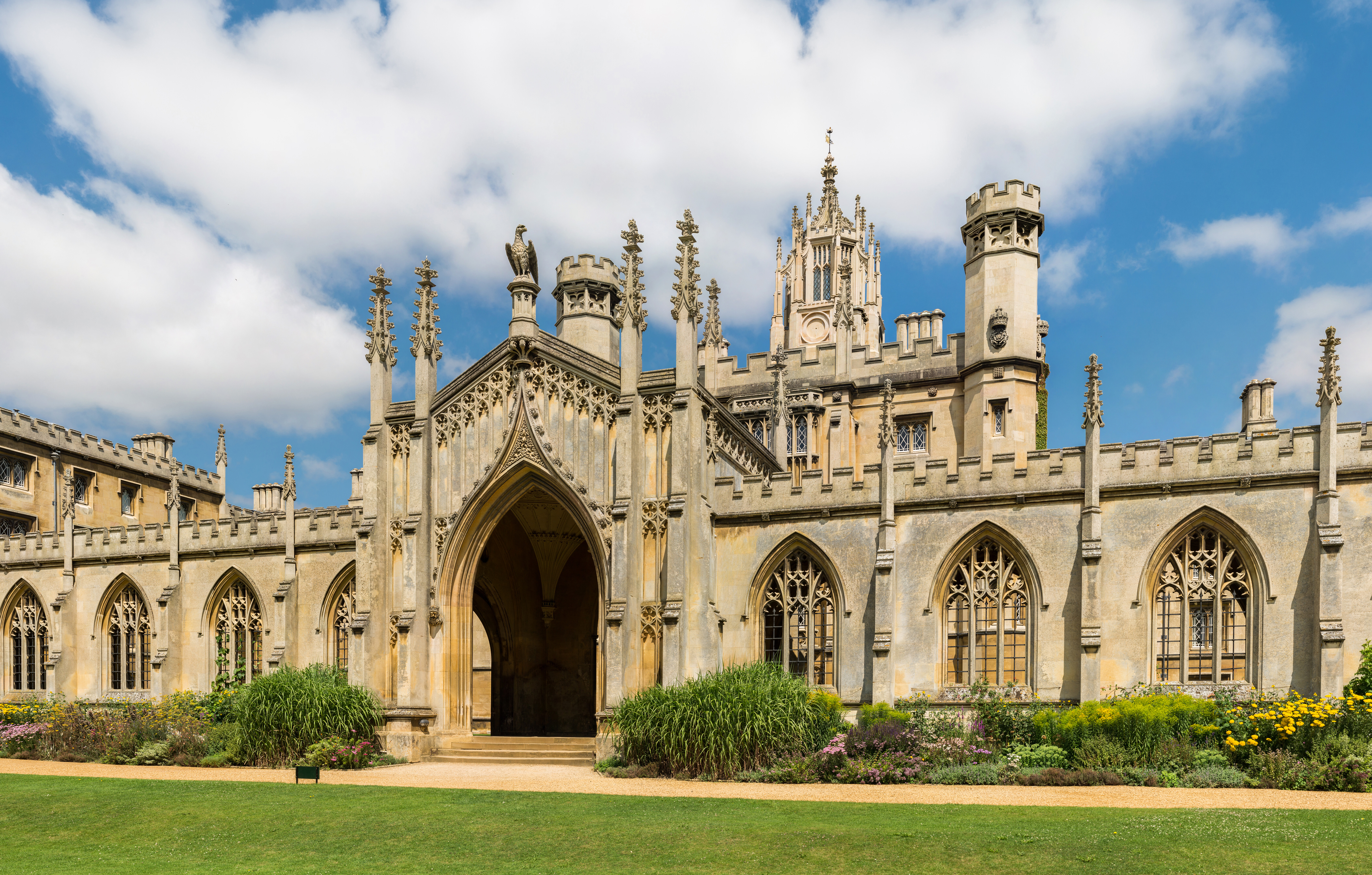
New Court

Wanneer met de rivier de Cam oversteekt door de Brug der Zuchten komt men in het neogotische New Court, waarschijnlijk een van de bekendste gebouwen in Cambridge. Ontworpen door Thomas Rickman en Henry Hutchinson, New Court werd tussen 1826 en 1831 gebouwd wegens het groeiende aantal studenten van het college. Het is een driehoekig hof, aan de zuidzijde afgesloten door een open, overwelfde kloostergang met zeven baaien en een poort. Het is vier verdiepingen hoog, heeft kantelen en is getopt met pinakels. De hoofdpoort heeft een waaiergewelf met een groot achthoekig hangend ornament, dat lijkt op dat van het plafond in de kapel van Bisschop Alcock in de Kathedraal van Ely. Het gebouw heeft als bijnaam de Wedding Cake gekregen.
Ten noorden en westen van New Court staan meer gebouwen van St John's. Cripps Building werd in de jaren 60 van de twintigste eeuw gebouwd, bestaande uit Upper en Lower River Court. Ten westen van Cripps Building staat de School van Pythagoras uit circa 1200, dat door St John's College is overgenomen in 1959 en nu de archieven huist. Dit is het oudste seculiere gebouw in Cambridge en het oudste gebouw dat continu gebruikt wordt door een universiteit in het Verenigd Koninkrijk. Ernaast staat de Fisher Building, gebouwd in 1987. 

### Bibliotheek

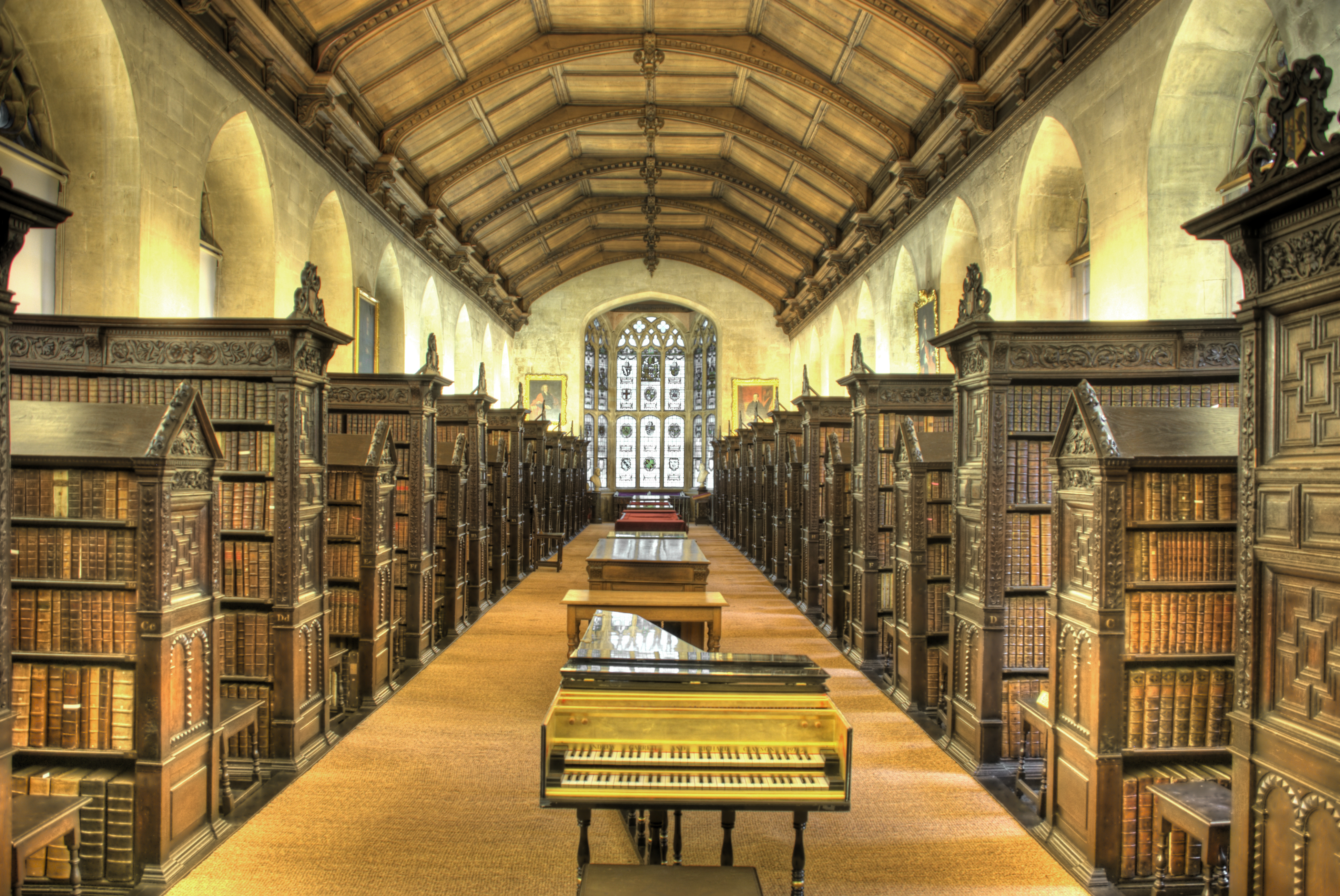
Bovenverdieping van de oude blibliotheek

De oude bibliotheek (Old Library) bevindt zich in Third Court en werd tussen 1623 en 1628 gebouwd, grotendeels met fondsen geschonken door John Williams, bisschop van Lincoln. Toen hij hoorde van de dringende behoefte van het college aan meer bibliotheekruimte (de oorspronkelijke bibliotheek in First Court werd te klein), doneerde Williams anoniem £1200. Later onthulde hij zijn identiteit en schonk in nog eens £2011 voor de totale kosten van £3000 van de bibliotheek. Het erkerraam van de bibliotheek kijkt uit over de rivier de Cam en draagt de letters "ILCS" op zich, wat staat voor Iohannes Lincolniensis Custos Sigilli (John van Lincoln, Bewaarder van het Zegel). De oorspronkelijke bedoeling van het college was om een elegant klassiek gebouw te bouwen dat werd ondersteund door zuilengalerijen, maar bisschop Williams stond op een meer traditioneel ontwerp. De bibliotheek staat bekend als een van de vroegste voorbeelden van de neogotische architectuur in Engeland. Op het moment van opening was het de grootste bibliotheek van Cambridge, groter dan de centrale universiteitsbibliotheek. Het herbergt onder andere het Breviarium van Margaretha van York, een middeleeuws getijdenboek van de Fastolf-meester, een eerste edities van Thomas Mores Utopia en de eerste bijbelvertalingen in het Welsh, IJslands en Massachusett. Het oudste boek in de collectie komt uit de tiende eeuw.
De Old Library is één keer per week geopend voor bezichtigingen. Men kan er onder andere de Nobelprijs van Paul Dirac, de telescoop van Fred Hoyle, een levensmasker van William Wordsworth, brieven van Audrey Hepburn, Marilyn Monroe en Elizabeth II aan Cecil Beaton, en fotoalbums van Samuel Butler zien.
Studenten maken echter eerder gebruik van de nieuwe bibliotheek, die zich in Chapel Court bevindt (ten noorden van Second Court en ten westen van de kapel). Deze werd in 1994 geopend.

### Eetzaal

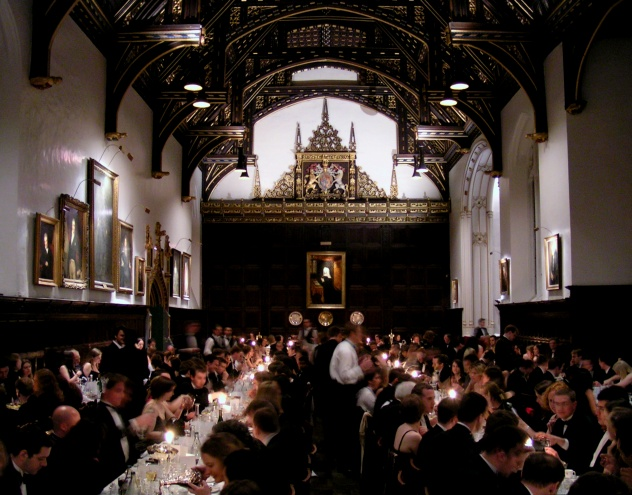
Eetzaal tijdens formeel diner

De eetzaal van het college bevindt zich tussen First en Second Court. Het heeft een steekbalkkap, geschilderd in zwart en goud en versierd met de wapenschilden van zijn weldoeners. De zaal is tot aan de vensterbank bekleed met briefpanelen uit 1528-1529 en heeft een vijfdelig scherm bekroond met het koninklijke wapen. De zeshoekige luchtkoker stamt uit 1703. De ruimte werd in 1863 uitgebreid met ontwerpen van Sir George Gilbert Scott. Het heeft twee erkers met heraldisch glas dat dateert van de vijftiende eeuw en later. In 1564 reed koningin Elizabeth I van Engeland te paard de zaal van het college binnen tijdens een staatsbezoek aan Cambridge.

### Kapel

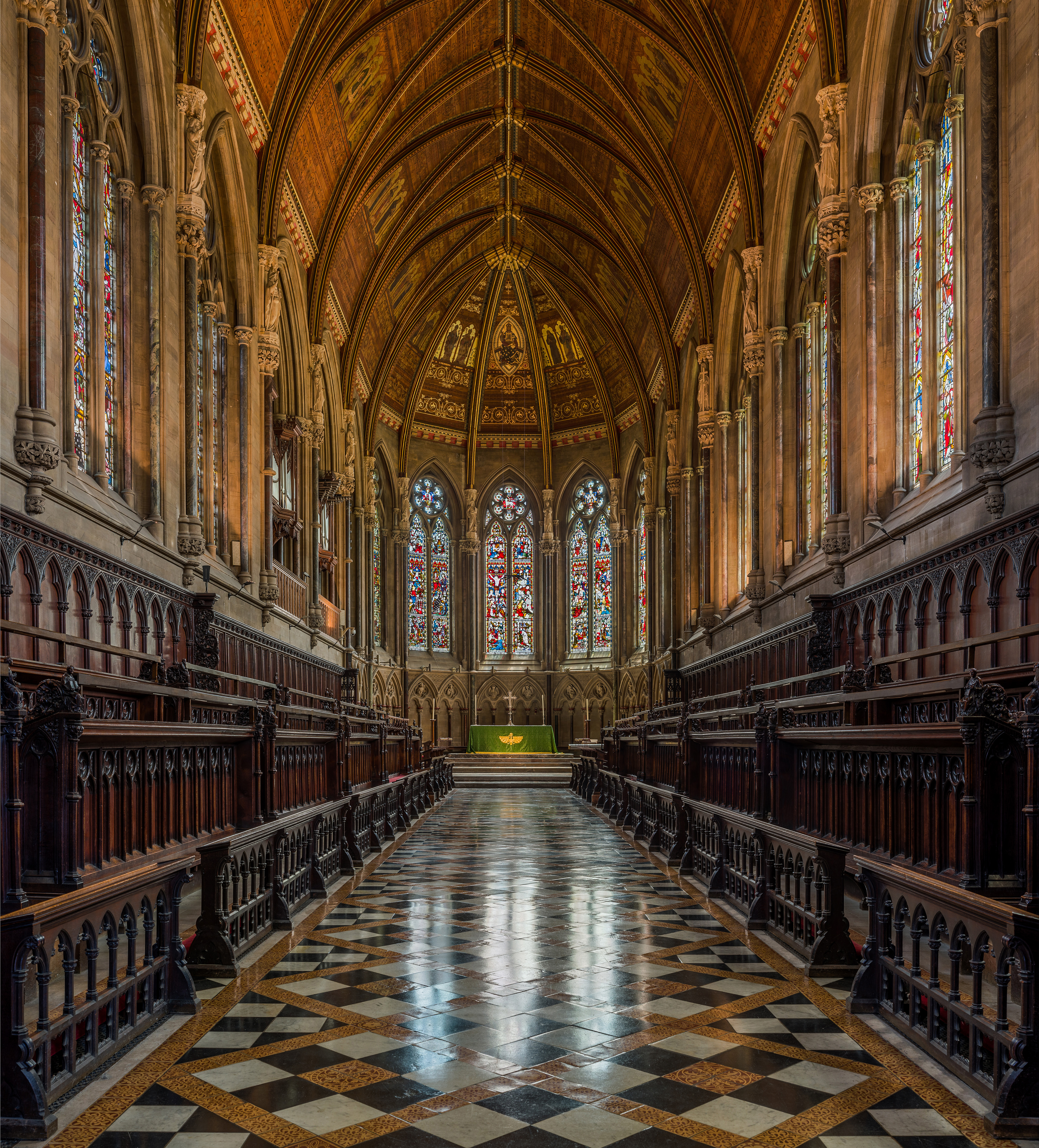
Interieur van de kapel

De kapel werd ontworpen door Sir George Gilbert Scott en bevindt zich aan de noordzijde van First Court. Het is na King's College Chapel de grootste kapel van de Cambridge colleges. De nieuwe kapel werd gebouwd tussen 1866 en 1869 ter vervanging van de kleinere middeleeuwse kapel die teruggaat tot de 13e eeuw, waarvan delen bewaard zijn gebleven (ook in Master's Lodge). Het huidige ontwerp is geïnspireerd door de Sainte-Chapelle in Parijs.
De weldoener Henry Hoare bood £3000 om de bouw van de kapel te financieren, bovendien beloofde hij £1000 per jaar te betalen als een toren zou worden toegevoegd aan Scott's originele plannen, die slechts een kleine torenspits omvatten. Het werk begon, maar door Hoares overlijden bij een treinongeluk kwam het college £3000 tekort. De toren werd voltooid, compleet met persiennes maar zonder klokken. De toren is 50 meter hoog, waarmee het het op twee na hoogste gebouw in Cambridge is (de hoogste direct na zijn voltooiing), en kan worden beklommen.
De voorhal van de kapel bevat standbeelden van de stichters Lady Margaret Beaufort en John Fisher. Binnenin het gebouw bevindt zich een stenen gewelfde voorkapel, waar het schilderij Deposition of the Cross (Afname van het Kruis) van Anton Raphael Mengs hangt, voltooid rond 1777. De misericorden en panelen dateren uit 1516 en komen nog uit de oude kapel. De kapel bevat enkele glas-in-loodramen uit de vijftiende eeuw, maar de meeste zijn gemaakt rond 1869. Vrijstaande standbeelden en plaquettes herdenken college weldoeners en alumni (waaronder William Wilberforce, Thomas Clarkson en William Gilbert. 
Het koor van St John's College is een van de beroemdste koren ter wereld en bestaat sinds ongeveer 1670. Onder andere Clive Mantle zong in het koor.
In 2013 bracht dalai lama Tenzin Gyatso een bezoek aan St John's en gaf lezingen in de kapel. Hij sliep in de Master's Lodge.

## Studentenleven

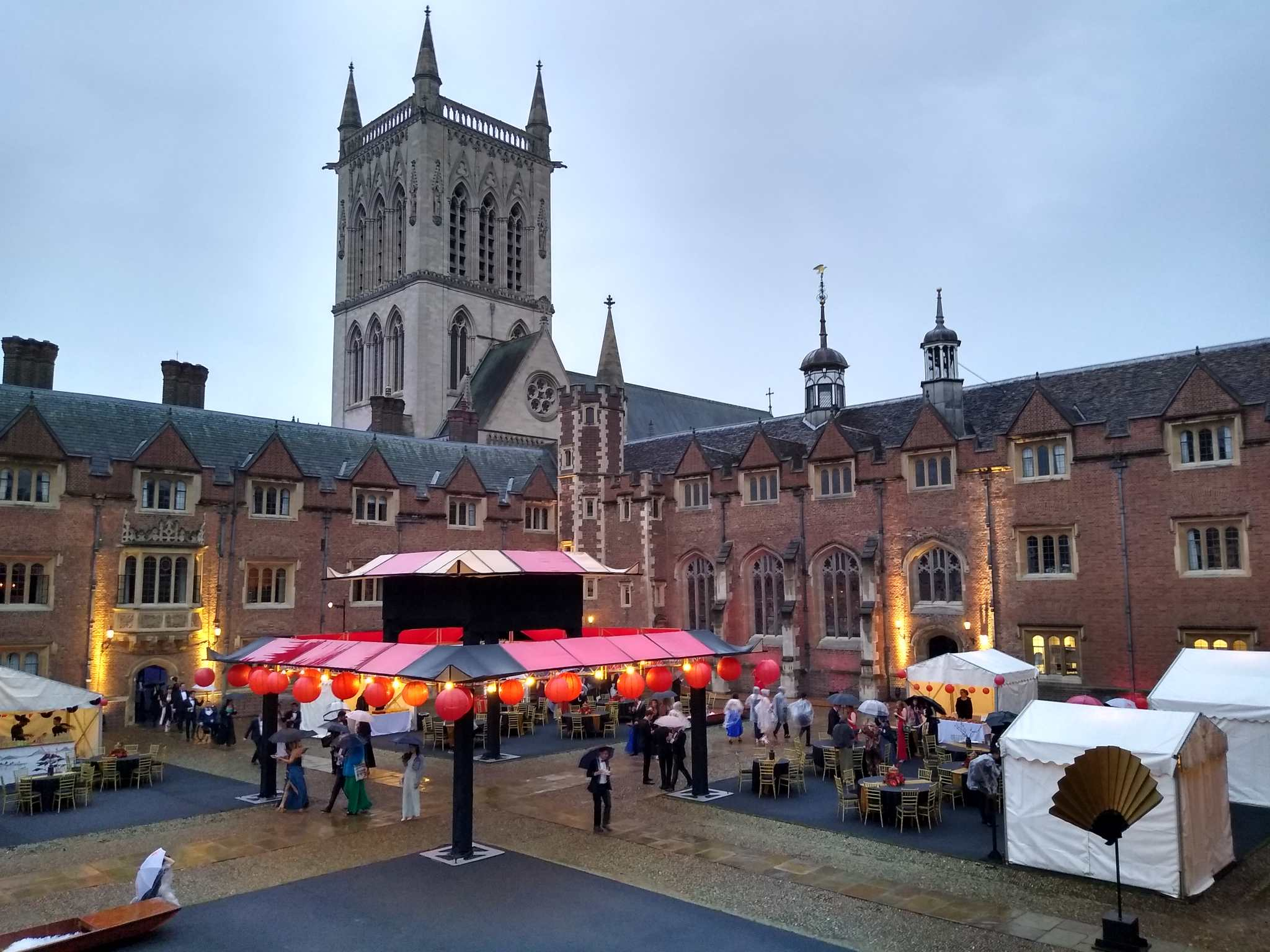
Second Court tijdens May Ball

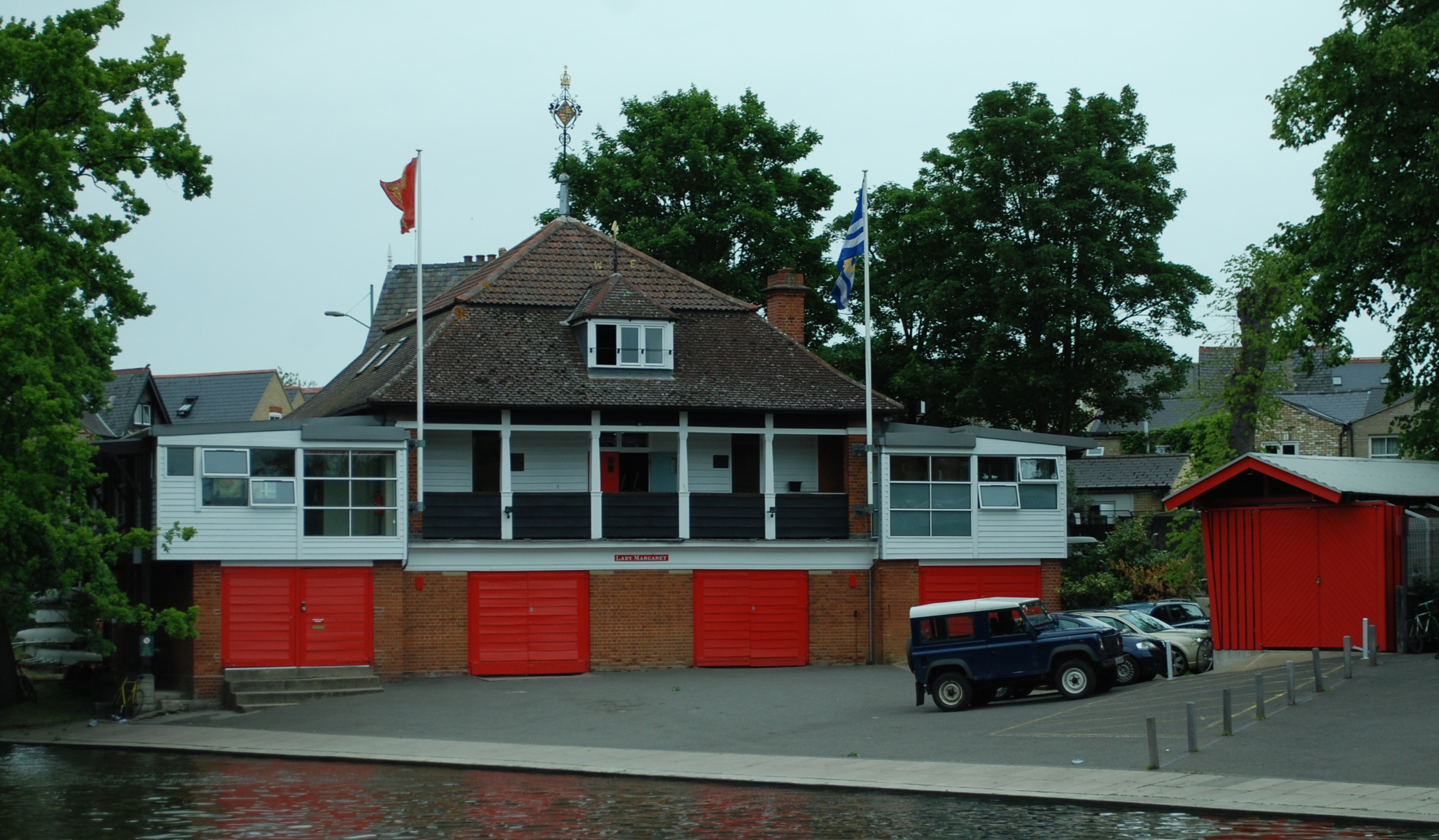
Botenhuis van de Lady Margaret Boat Club

Het college heeft verschillende studieverenigingen en studentenclubs voor muziek, sport en entertainment. Studenten wonen in de gebouwen van het college en kunnen eten in de eetzaal of een modern café. De college heeft ook een bar, een sportschool en een filmzaal. De Samuel Butler Room (SBR) is een ruimte voor sociale activiteiten en tevens de naam voor de organisatie van master- en PhD-studenten (op andere colleges heet dit doorgaans de MCR). Een paar keer per week is er een formeel diner, waarbij studenten in gown (gewaad) een drie- of viergangenmenu wordt geserveerd. Sinds 1888 organiseert het college de St John's May Ball, een van de beroemdste universiteitsfeesten ter wereld. Onder andere Katy B, Rudimental en Gorgon City hebben er opgetreden.
De roeiclub van het college (Lady Margaret Boat Club) is de oudste van de universiteit, gesticht in 1825. Het is een van de beste roeiclubs van Cambridge en heeft een rood roeiblad. Men kan ook punters lenen om de Cam op te punteren.

### Tradities

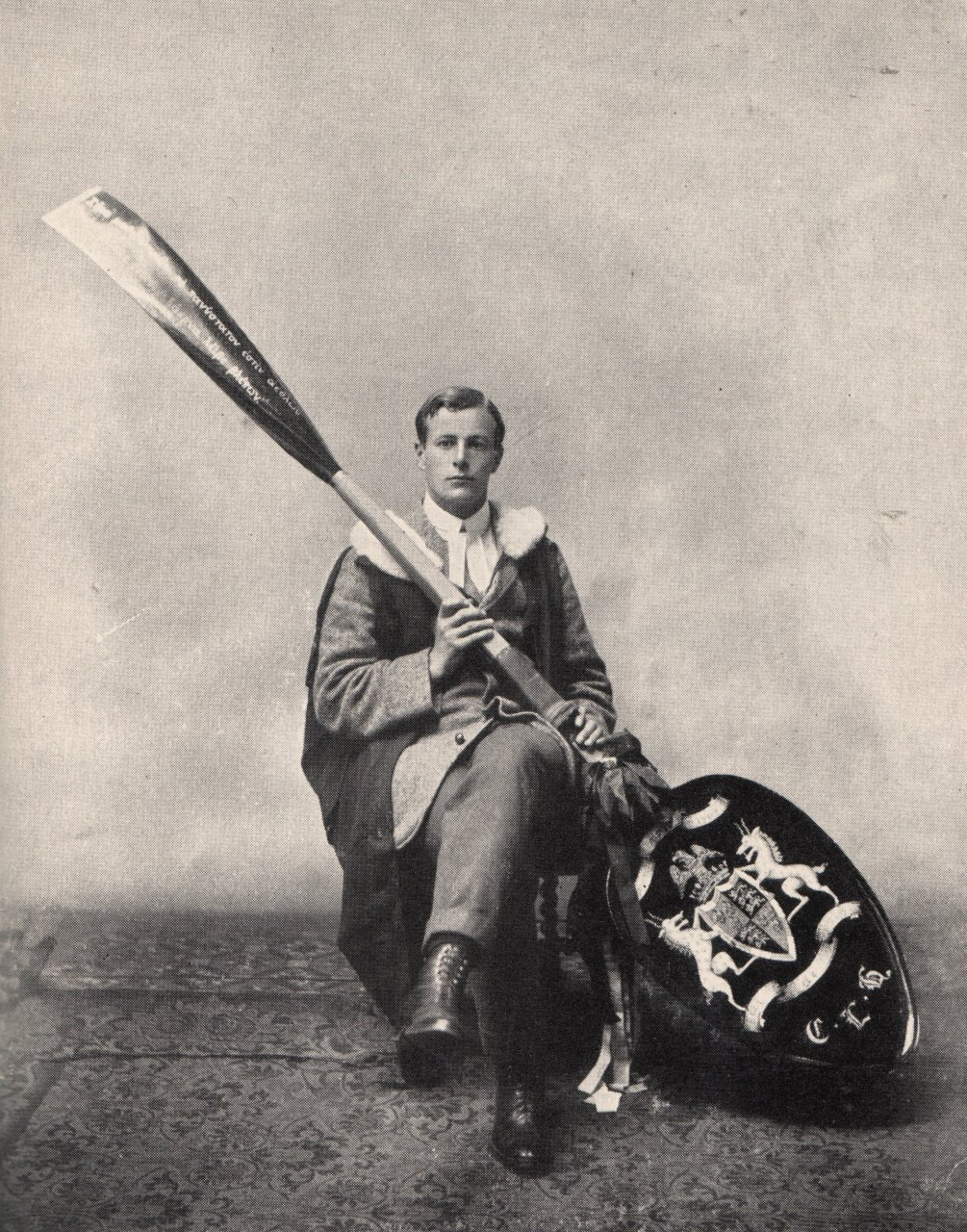
Laatste wooden spoon van Cambridge

Het college heeft een eigen gebed die gebruikt wordt in de kapel. Ook heeft ook twee tafelgebed, één die vóór een formeel diner wordt uitgesproken, de ander voor het sluiten van het diner. Voor eerste gebed wordt doorgaans een student uitgekozen, terwijl het tweede gebed wordt gedaan door een 'fellow' (docent) of de rector, die in de eetzaal aan de 'high table' mogen zitten (een podium aan de achterzijde). 
Volgens de overlevering zijn de Fellows (docenten en medewerkers) van St John's de enige mensen buiten de koninklijke familie in het Verenigd Koninkrijk die het recht hebben om niet-gemarkeerde zwanen te eten. De Britse monarch behoudt het recht op eigendom van alle niet-gemarkeerde zwanen in open water, maar de koning oefent zijn eigendomsrecht alleen uit op bepaalde delen van de Theems en de omliggende zijrivieren.
Er zouden ook verschillende geesten in het college rondspoken. In 1706 zouden vier fellows een paar geesten uit het college hebben verdreven door te schieten met pistolen. In Second Court zou de geest van James Wood (een oud-student en voormalig rector) rondspoken. Wood was zo arm dat hij zich geen licht kon veroorloven in zijn kamer, waardoor hij vaak zijn werk moest doen in het verlichte trappenhuis.
Het was een traditie in Cambridge om een wooden spoon te geven aan de student met de laagste cijfers voor de wiskunde-examens (maar nog wel een honours degree behaalden). Deze troostprijs werd voor het laatst uitgereikt in 1909, aan Cuthbert Lempriere Holthouse van St John's. Het handvat van de gigantische houten lepel is in de vorm van een roeiblad. De wooden spoon is nog in bezit van St John's College en is in 2009 tentoongesteld samen met enkele andere overgebleven wooden spoons.

### Rivaliteit met Trinity

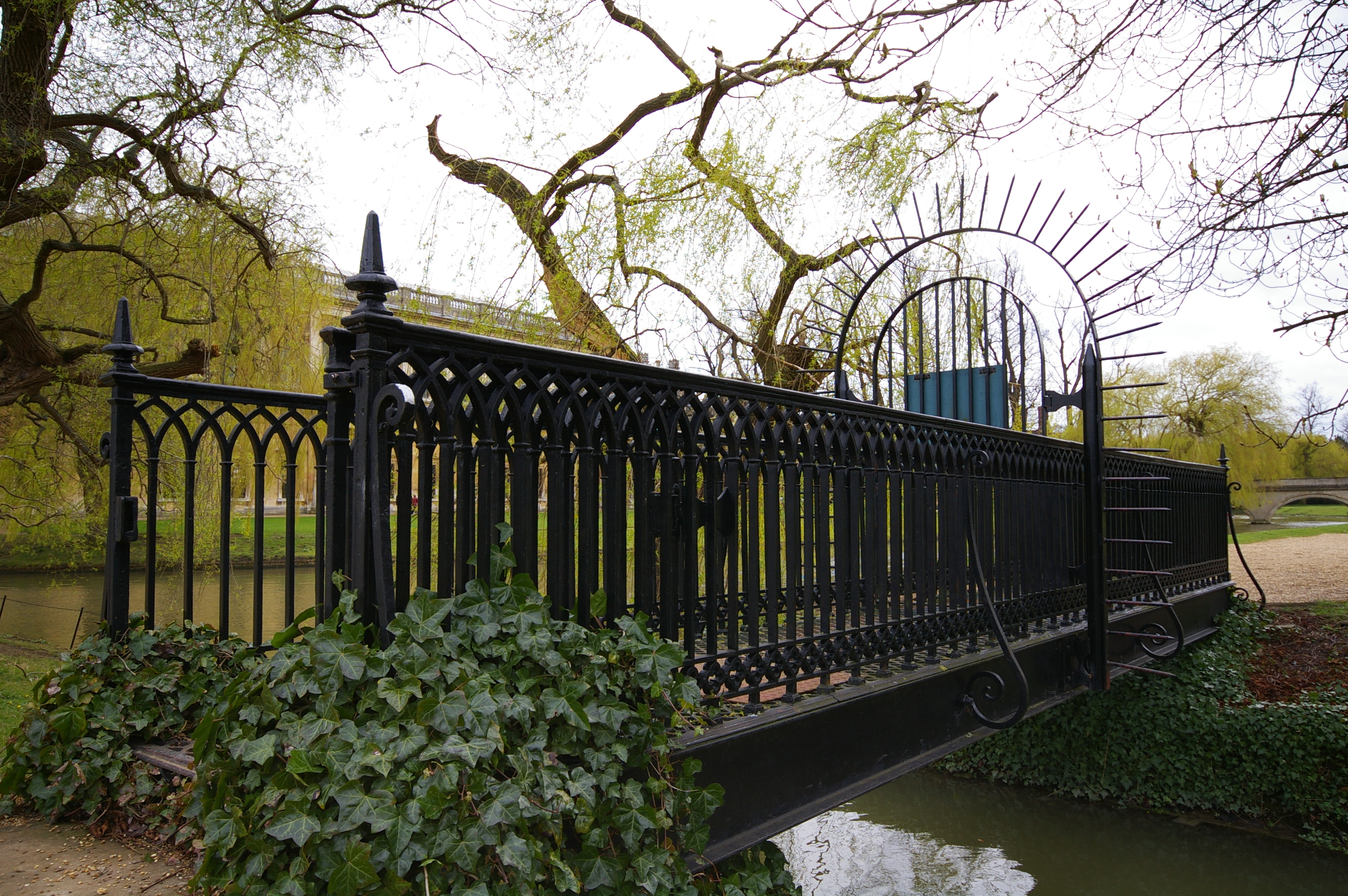
Een bruggetje tussen St John's en Trinity

De college heeft een oude (maar speelse) rivaliteit met Trinity College, dat ernaast ligt. St John's zustercollege Balliol heeft eveneens een rivaliteit heeft met het naastgelegen Trinity College in Oxford. Men kan deze rivaliteit traceren tot aan de beginjaren van het college, toen Hendrik VIII van Engeland (stichter van Trinity) John Fisher (stichter van St John's) executeerde. De rivaliteit wordt vaak aangehaald als reden waarom de oudere binnenplaatsen van Trinity geen "J" trappenhuizen hebben, ondanks dat andere letters in alfabetische volgorde zijn opgenomen (een waarschijnlijkere reden is de afwezigheid van de letter "J" in het Latijnse alfabet). Er zijn ook twee kleine kanonnen op de gronden van Trinity die in de richting van St John's wijzen, hoewel deze oriëntatie toevallig kan zijn. Ook wordt gezegd dat de adelaar bovenop de ingang van New Court van St John's zo is gebeeldhouwd dat het zelfs het aangezicht van zijn naburige rivaal mijdt. De rivaliteit is vooral aanwezig tijdens roeiwedstrijden, waarbij er enkele tradities zijn tussen de twee crews. Over het algemeen onderhouden de colleges echter een hartelijke relatie met elkaar.
Het ontbreken van de klokken in de kloktoren van New Court wordt verklaard door verschillende legendes. De bekendste legende is dat St John's en Trinity verwikkeld zouden zijn geweest in een race om hoogste klokkentoren in Cambridge te bouwen. Degene die de hoogste toren had zou de 'laatste' luidende klok in Cambridge mogen huisvesten. Trinity's toren was het eerste klaar (of, in een andere versie, werd 's nachts hoger gemaakt door de toevoeging van een houten koepel), en dus mocht Trinity's klok blijven. In werkelijkheid lag de voltooiing van het New Court van St John's en de klok van Trinity bijna twee eeuwen uit elkaar. Trinity's dubbelslaande klok werd in de zeventiende eeuw geïnstalleerd door de toenmalige rector, Richard Bentley (een oud-student van St John's), die bepaalde dat de klok eenmaal voor Trinity en eenmaal voor zijn alma mater, St John's, zou luiden.

## Bekende personen

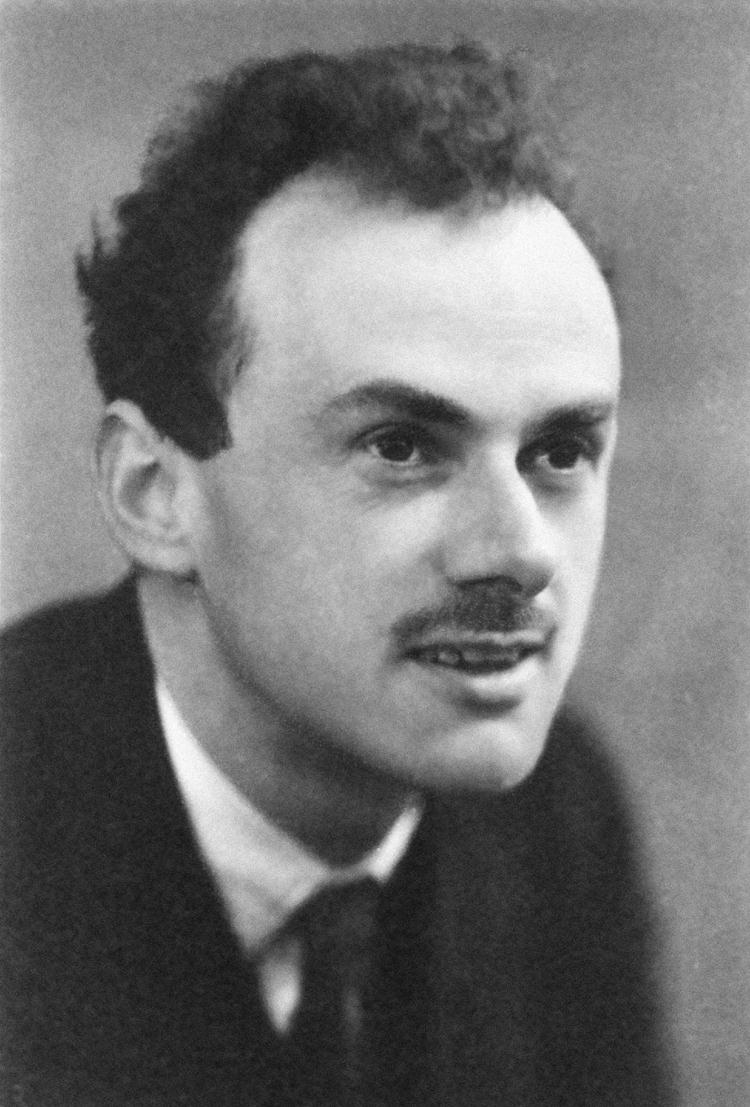
Paul Dirac
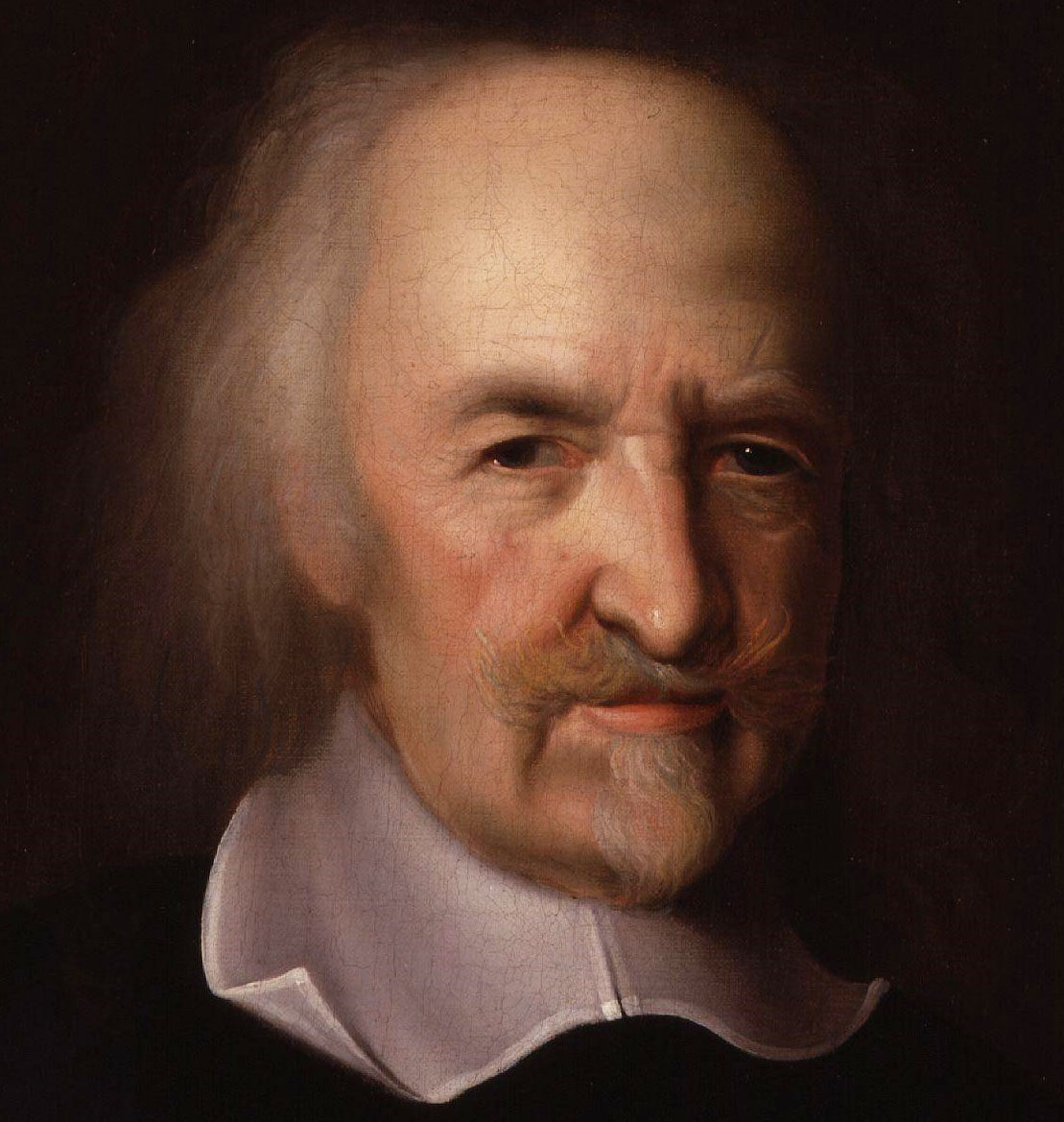
Thomas Hobbes
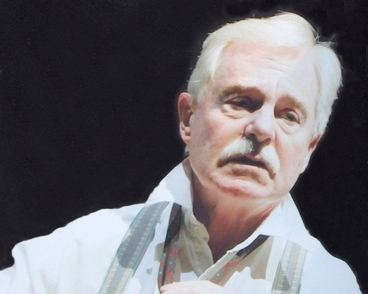
Derek Jacobi
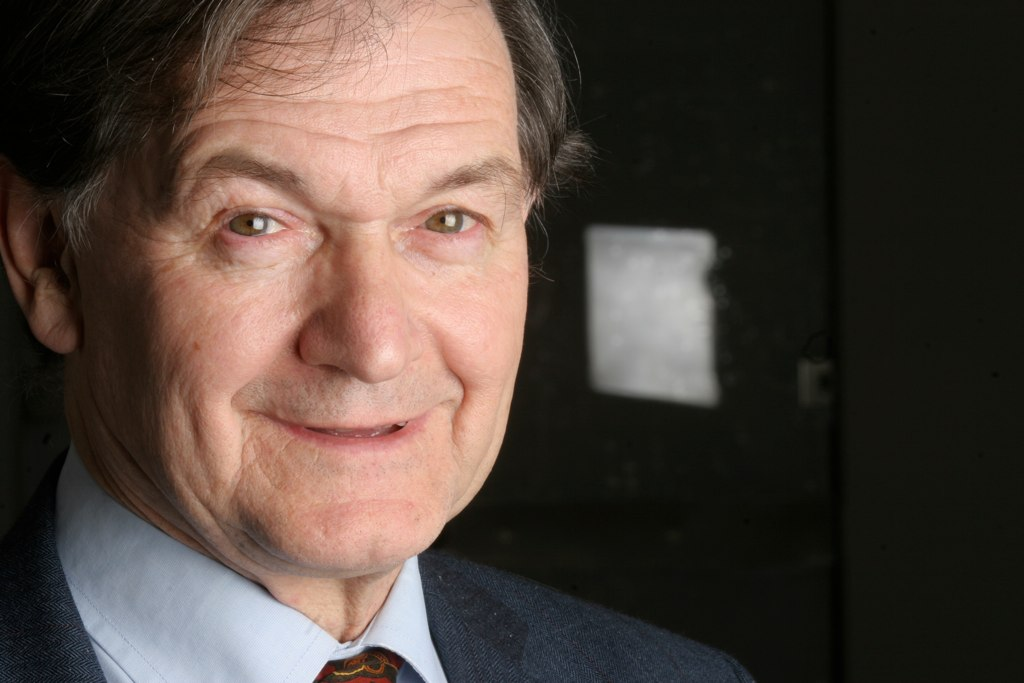
Roger Penrose
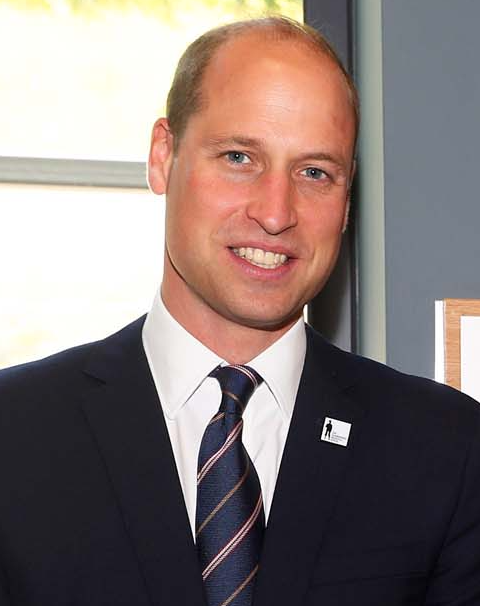
William, prins van Wales

## Galerij

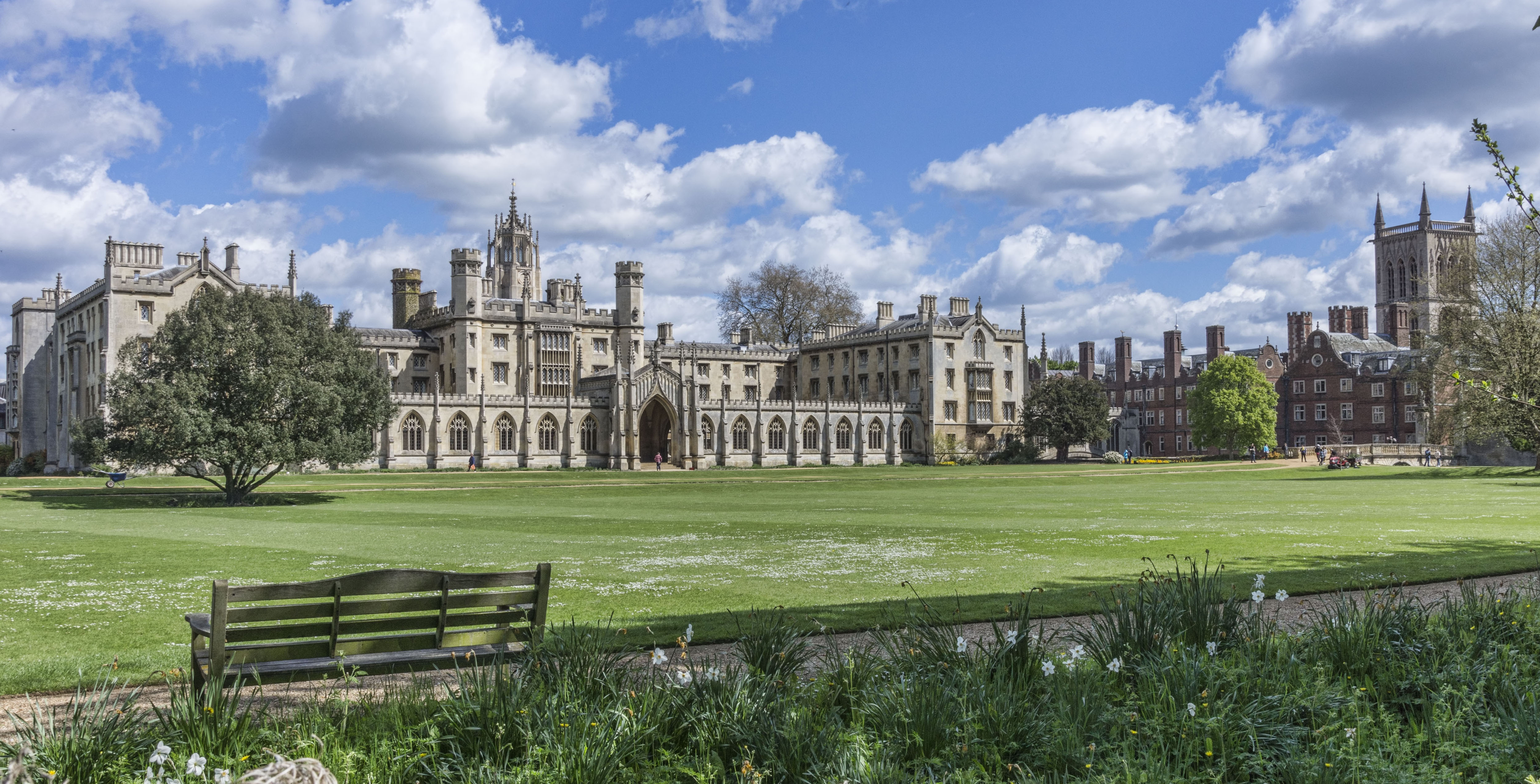
New Court met de kapeltoren op de achtergrond
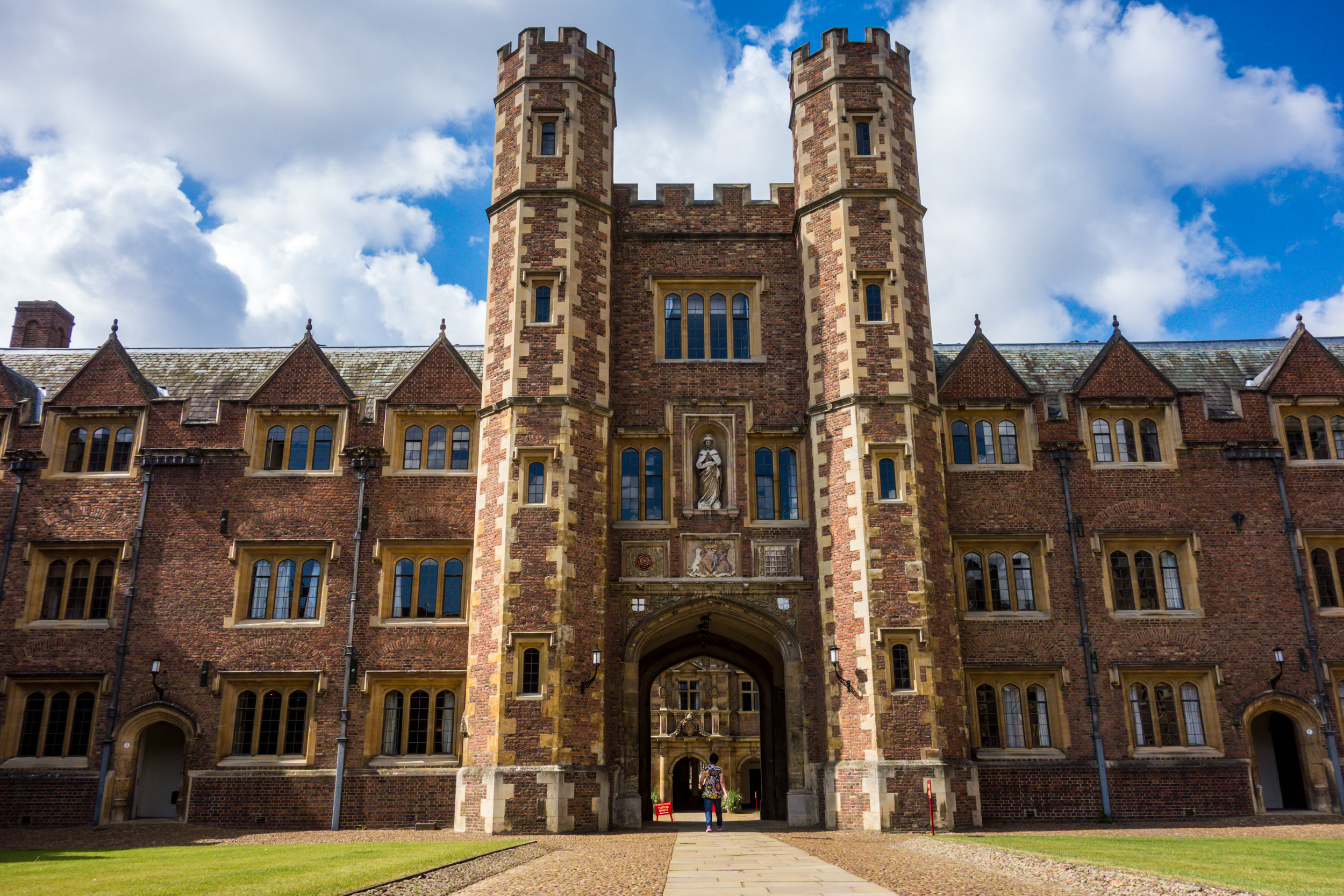
'Shrewsburypoort' in Second Court
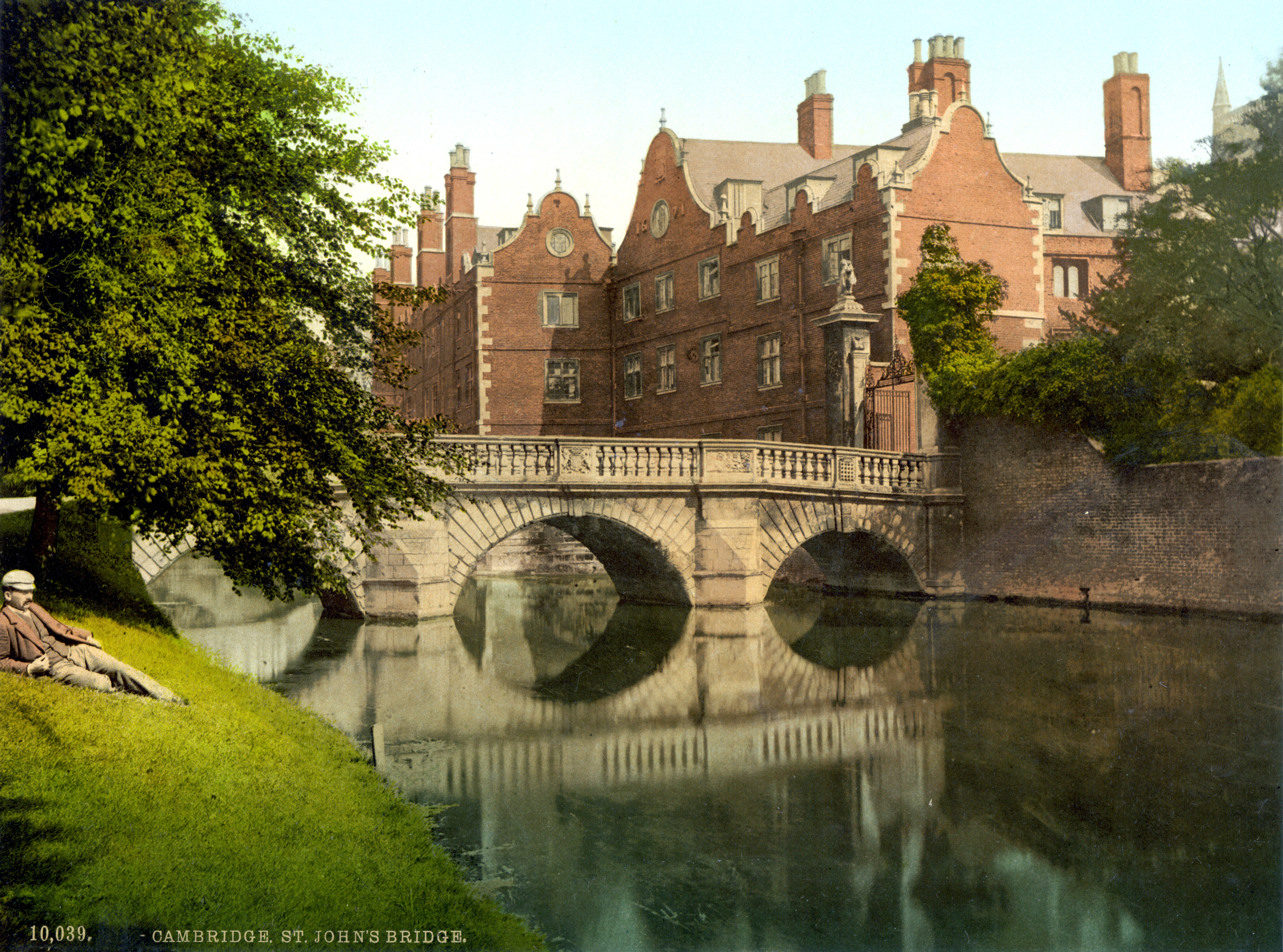
Ansichtkaart met de Wren Bridge
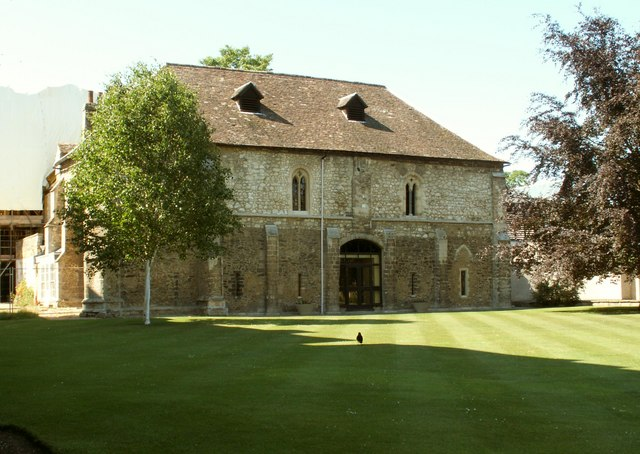
School of Pythagoras
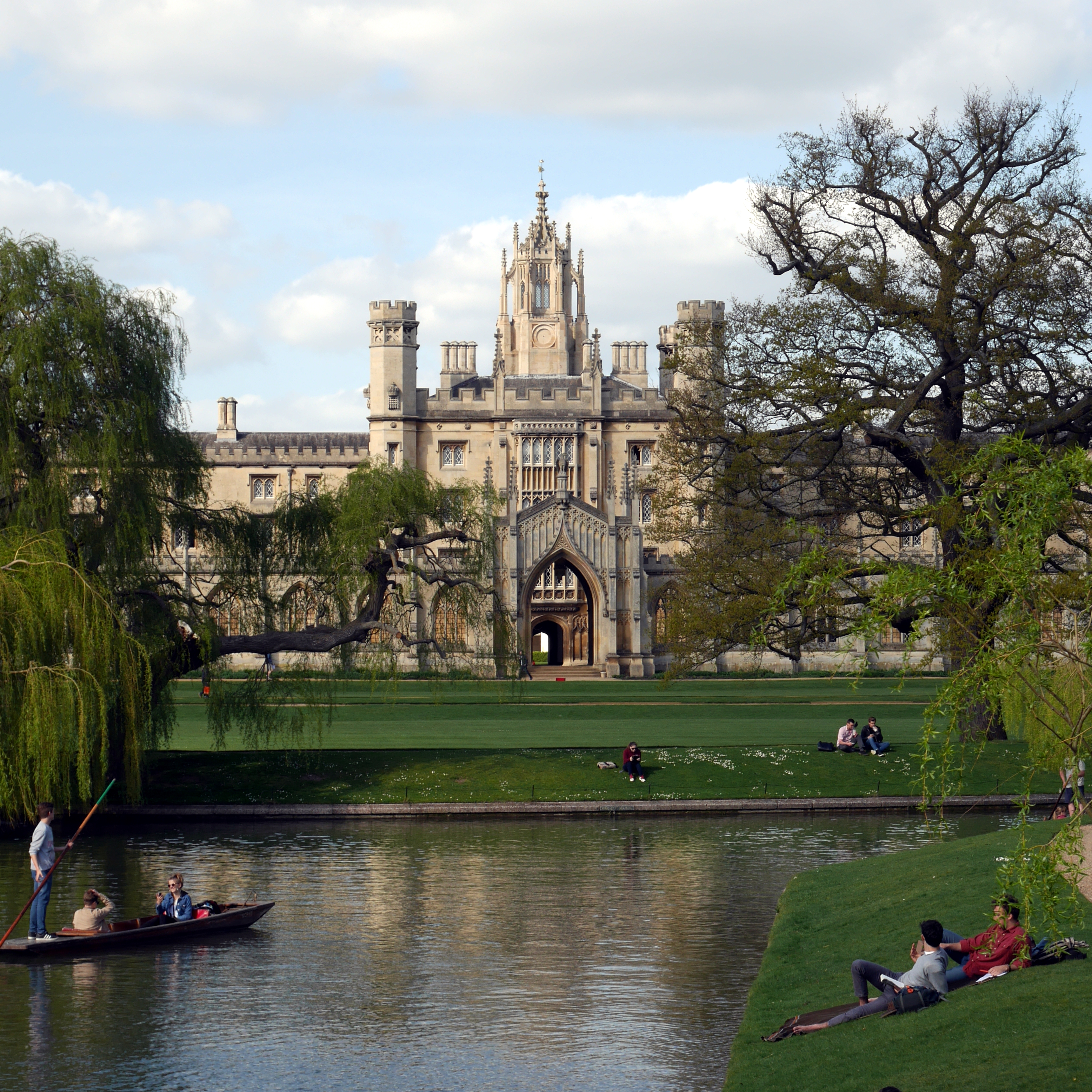
New Court op de achtergrond
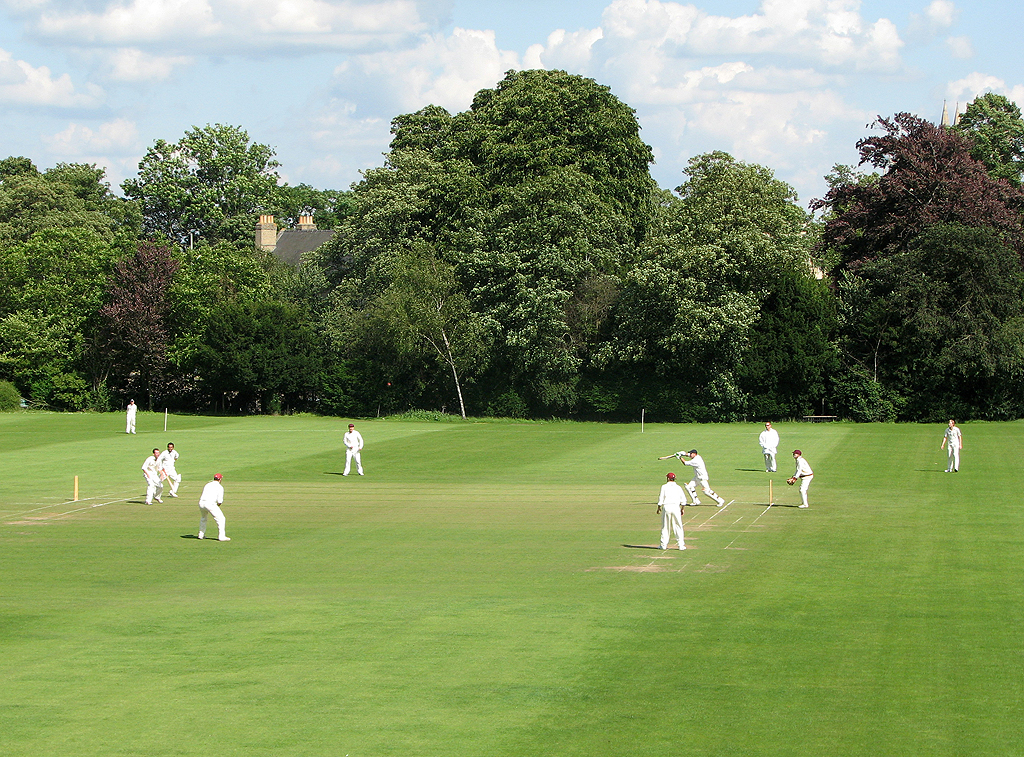
Cricketveld van St John's
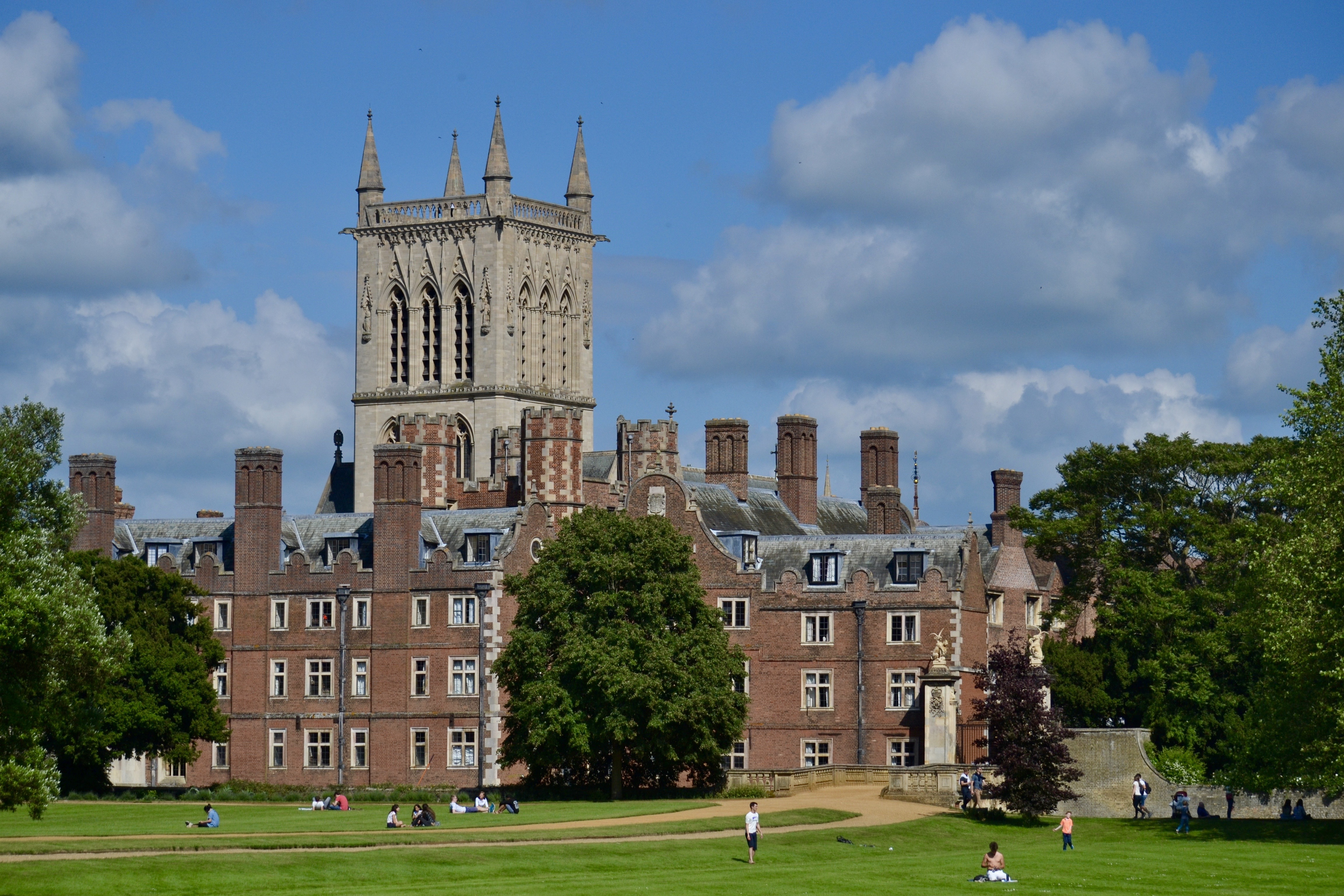
Third Court met de kapeltoren op de achtergrond
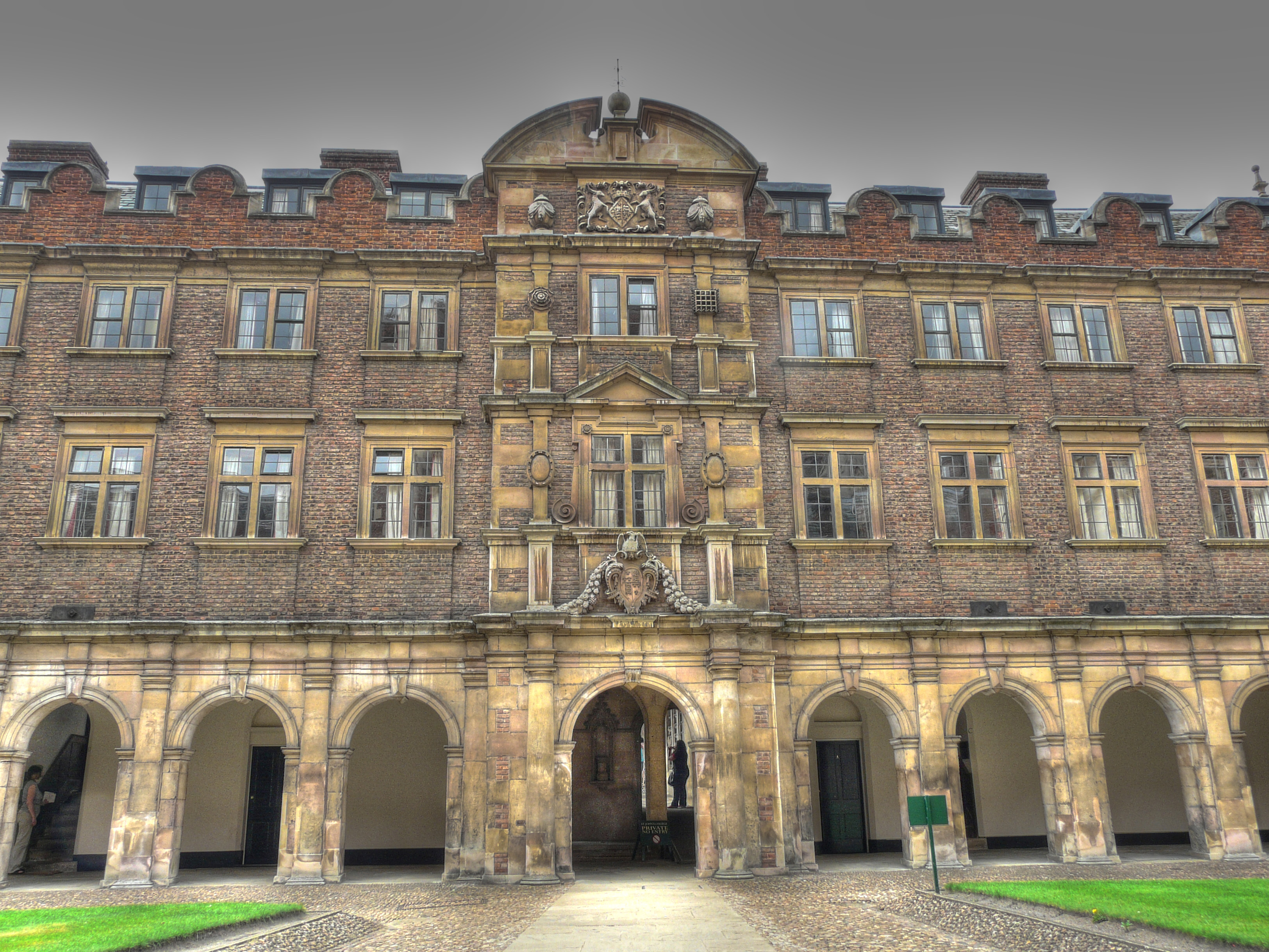
Poort in Third Court
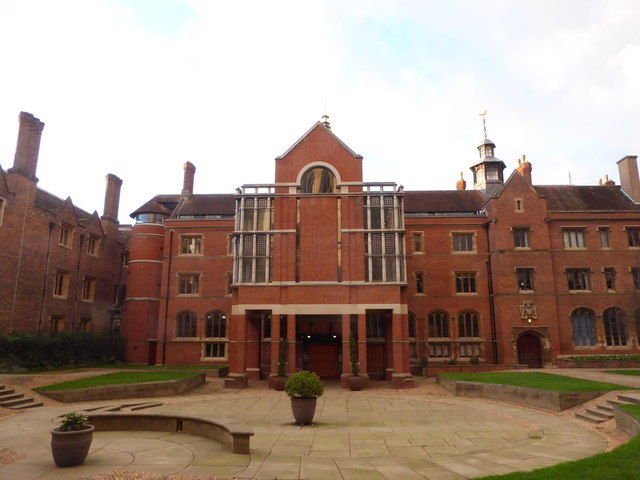
De nieuwe bibliotheek in Chapel Court
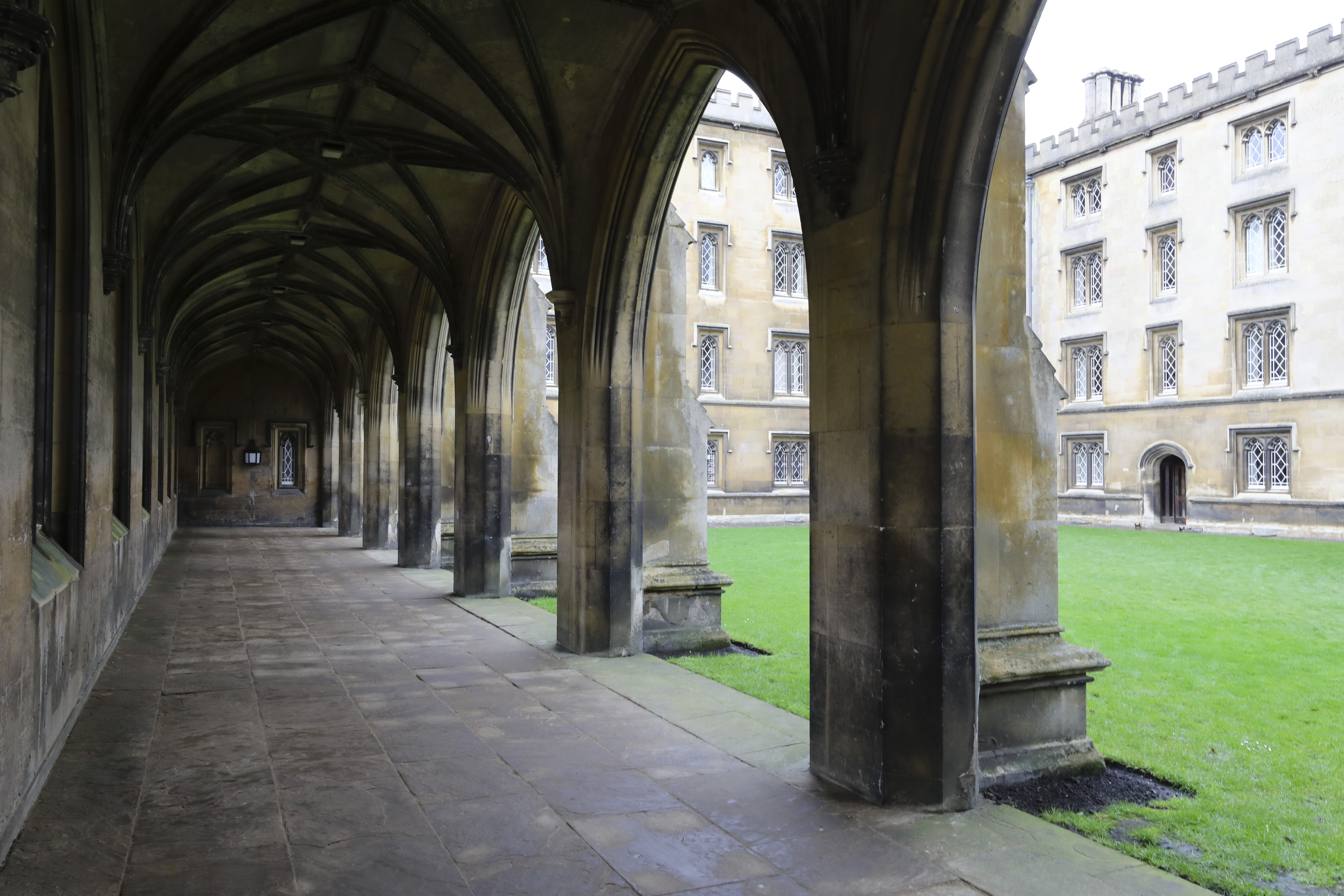
Zuilengang in New Court